# 2016–2017-es EHF-bajnokok ligája (csoportkör)
Ez a cikk ismerteti a 2016–2017-es EHF-bajnokok ligája csoportkörének az eredményeit.

## Formátum
A csoportkörbe jutott 28 csapatot négy csoportba sorolták. Az A és B csoportba nyolc-nyolc csapat került, a C és D csoportba pedig hat-hat csapat. Az A és B csoportba sorolták az erősebb csapatokat, a C és D-be pedig a gyengébbeket. Az A és B csoportból a csoportgyőztes egyből a negyeddöntőbe jut, a 2-6. helyezettek pedig a nyolcaddöntőbe. A C és D csoport 12 csapatából összesen kettő juthat a nyolcaddöntőbe úgy, hogy a C csoport első két helyezettje a D csoport első két helyezettjével egy oda-vissza vágóban eldöntik ennek sorsát.
Azonos pontszám esetén az alábbiak szerint döntik el a sorrendet:
1. Egymás elleni mérkőzéseken szerzett több pont,
2. Egymás elleni mérkőzések alapján számolt gólkülönbség,
3. Egymás elleni mérkőzéseken lőtt több gól,
4. A csoport összes meccse alapján számolt gólkülönbség,
5. A csoportban lőtt gólok száma,
6. Sorsolás.

## Kiemelés
A csoportkör sorsolását 2016. július 1-jén tartották Glostrupban. A 28 csapatot négy csoportba sorolták: két nyolccsapatos (A, B), és két hatcsapatos (C, D) csoportba, azzal a megkötéssel, hogy azonos országbeli két csapat nem kerülhetett egy csoportba. Ez alól a német csapatok kivételek, mivel három csapatuk is az A és B csoportban szerepelhet.
| 1-es kalap                             | 2-es kalap                      | 3-as kalap                         | 4-es kalap                   |
| -------------------------------------- | ------------------------------- | ---------------------------------- | ---------------------------- |
| Telekom Veszprém KC Rhein-Neckar Löwen | Barcelona Vive Targi Kielce     | Paris Saint-Germain Vardar Szkopje | Zagreb Bjerringbro-Silkeborg |
| 5-ös kalap                             | 6-os kalap                      | 7-es kalap                         | 8-as kalap                   |
| Meskov Breszt Wisła Płock              | Pick Szeged Flensburg-Handewitt | RK Celje Kadetten Schaffhausen     | IFK Kristianstad THW Kiel    |

| 1-es kalap           | 2-es kalap                           | 3-as kalap                              |
| -------------------- | ------------------------------------ | --------------------------------------- |
| Logroño HBC Nantes   | Metalurg Szkopje Team Tvis Holstebro | Csehovszkije Medvegyi Motor Zaporizzsja |
| 4-es kalap           | 5-ös kalap                           | 6-os kalap                              |
| Beşiktaş Montpellier | CS Dinamo București Elverum Håndball | Tatran Prešov ABC/UMinho                |

## Csoportkör

### A csoport
| #  | Csapat                | M  | Gy | D | V  | G+  | G–  | Gk  | P  |
| -- | --------------------- | -- | -- | - | -- | --- | --- | --- | -- |
| 1. | FC Barcelona          | 14 | 12 | 1 | 1  | 413 | 354 | +59 | 25 |
| 2. | Paris Saint-Germain   | 14 | 12 | 0 | 2  | 451 | 383 | +68 | 24 |
| 3. | Telekom Veszprém KC   | 14 | 8  | 2 | 4  | 381 | 365 | +16 | 18 |
| 4. | Flensburg-Handewitt   | 14 | 7  | 1 | 6  | 382 | 366 | +16 | 15 |
| 5. | THW Kiel              | 14 | 5  | 2 | 7  | 353 | 376 | –23 | 12 |
| 6. | Bjerringbro-Silkeborg | 14 | 4  | 0 | 10 | 364 | 396 | –32 | 8  |
| 7. | Wisła Płock           | 14 | 3  | 2 | 9  | 367 | 401 | –34 | 8  |
| 8. | Kadetten Schaffhausen | 14 | 1  | 0 | 13 | 370 | 440 | –70 | 2  |

| 2016. szeptember 22. 20:00 | Kadetten Schaffhausen | 24–25       | Bjerringbro-Silkeborg | BBC-Arena, Schaffhausen Nézőszám: 2150 Játékvezetők: Pavićević, Ražnatović (MNE) |
| 2016. szeptember 22. 20:00 | Császár 11            | (12–10)     | Hansen 7              | BBC-Arena, Schaffhausen Nézőszám: 2150 Játékvezetők: Pavićević, Ražnatović (MNE) |
| 2016. szeptember 22. 20:00 | 6× 3×                 | Jegyzőkönyv | 6× 2×                 | BBC-Arena, Schaffhausen Nézőszám: 2150 Játékvezetők: Pavićević, Ražnatović (MNE) |

| 2016. szeptember 24. 17:30 | Flensburg-Handewitt | 24–24       | Telekom Veszprém KC | Flens Arena, Flensburg Nézőszám: 5027 Játékvezetők: Elíasson, Pálsson (ISL) |
| 2016. szeptember 24. 17:30 | Mahé 9              | (10–13)     | Ilić 7              | Flens Arena, Flensburg Nézőszám: 5027 Játékvezetők: Elíasson, Pálsson (ISL) |
| 2016. szeptember 24. 17:30 | 4× 3×               | Jegyzőkönyv | 7× 3×               | Flens Arena, Flensburg Nézőszám: 5027 Játékvezetők: Elíasson, Pálsson (ISL) |

| 2016. szeptember 25. 18:00 | Wisła Płock        | 23–28       | FC Barcelona | Orlen Arena, Płock Nézőszám: 5440 Játékvezetők: Gubica, Milošević (CRO) |
| 2016. szeptember 25. 18:00 | Ivić, Zsitnyikov 4 | (12–11)     | Rivera 7     | Orlen Arena, Płock Nézőszám: 5440 Játékvezetők: Gubica, Milošević (CRO) |
| 2016. szeptember 25. 18:00 | 4× 3×              | Jegyzőkönyv | 2× 2×        | Orlen Arena, Płock Nézőszám: 5440 Játékvezetők: Gubica, Milošević (CRO) |

| 2016. szeptember 25. 19:30 | THW Kiel  | 28–27       | Paris Saint-Germain | Sparkassen-Arena, Kiel Nézőszám: 10450 Játékvezetők: Baďura, Ondogrecula (SVK) |
| 2016. szeptember 25. 19:30 | Nilsson 5 | (15–15)     | Gensheimer 10       | Sparkassen-Arena, Kiel Nézőszám: 10450 Játékvezetők: Baďura, Ondogrecula (SVK) |
| 2016. szeptember 25. 19:30 | 5× 2×     | Jegyzőkönyv | 5× 3×               | Sparkassen-Arena, Kiel Nézőszám: 10450 Játékvezetők: Baďura, Ondogrecula (SVK) |

| 2016. október 1. 17:30 | Telekom Veszprém KC | 32–28       | Kadetten Schaffhausen | Veszprém Aréna, Veszprém Nézőszám: 5100 Játékvezetők: Harabagiu, Stanescu (ROU) |
| 2016. október 1. 17:30 | Ilić 7              | (16–15)     | Maros 7               | Veszprém Aréna, Veszprém Nézőszám: 5100 Játékvezetők: Harabagiu, Stanescu (ROU) |
| 2016. október 1. 17:30 | 6× 3×               | Jegyzőkönyv | 5× 3×                 | Veszprém Aréna, Veszprém Nézőszám: 5100 Játékvezetők: Harabagiu, Stanescu (ROU) |

| 2016. október 1. 19:30 | FC Barcelona | 26–25       | THW Kiel  | Palau Blaugrana, Barcelona Nézőszám: 3500 Játékvezetők: Krstič, Ljubič (SLO) |
| 2016. október 1. 19:30 | Rivera 6     | (10–13)     | Duvnjak 7 | Palau Blaugrana, Barcelona Nézőszám: 3500 Játékvezetők: Krstič, Ljubič (SLO) |
| 2016. október 1. 19:30 | 2× 3×        | Jegyzőkönyv | 6× 2× 1×  | Palau Blaugrana, Barcelona Nézőszám: 3500 Játékvezetők: Krstič, Ljubič (SLO) |

| 2016. október 2. 16:50 | Bjerringbro-Silkeborg | 19–25       | Flensburg-Handewitt | Silkeborg-Hallerne, Silkeborg Nézőszám: 4042 Játékvezetők: Gousko, Repkin (BLR) |
| 2016. október 2. 16:50 | Markussen 5           | (10–12)     | Mogensen 5          | Silkeborg-Hallerne, Silkeborg Nézőszám: 4042 Játékvezetők: Gousko, Repkin (BLR) |
| 2016. október 2. 16:50 | 4× 3×                 | Jegyzőkönyv | 2× 3×               | Silkeborg-Hallerne, Silkeborg Nézőszám: 4042 Játékvezetők: Gousko, Repkin (BLR) |

| 2016. október 2. 17:30 | Paris Saint-Germain | 33–30       | Wisła Płock     | Halle Georges Carpentier, Párizs Nézőszám: 2000 Játékvezetők: Nikolov, Nachevski (MKD) |
| 2016. október 2. 17:30 | Remili 10           | (15–15)     | Duarte, Rocha 6 | Halle Georges Carpentier, Párizs Nézőszám: 2000 Játékvezetők: Nikolov, Nachevski (MKD) |
| 2016. október 2. 17:30 | 2× 3×               | Jegyzőkönyv | 4× 3×           | Halle Georges Carpentier, Párizs Nézőszám: 2000 Játékvezetők: Nikolov, Nachevski (MKD) |

| 2016. október 5. 18:30 | Flensburg-Handewitt | 27–28       | FC Barcelona | Flens Arena, Flensburg Nézőszám: 5627 Játékvezetők: Nikolić, Stojković (SRB) |
| 2016. október 5. 18:30 | Glandorf 6          | (11–13)     | Jallouz 8    | Flens Arena, Flensburg Nézőszám: 5627 Játékvezetők: Nikolić, Stojković (SRB) |
| 2016. október 5. 18:30 | 3× 3×               | Jegyzőkönyv | 3× 3×        | Flens Arena, Flensburg Nézőszám: 5627 Játékvezetők: Nikolić, Stojković (SRB) |

| 2016. október 8. 16:00 | Wisła Płock | 28–28       | Telekom Veszprém KC | Orlen Arena, Płock Nézőszám: 5350 Játékvezetők: Gjeding, Hansen (DEN) |
| 2016. október 8. 16:00 | Ivić 8      | (13–14)     | Pálmarsson 8        | Orlen Arena, Płock Nézőszám: 5350 Játékvezetők: Gjeding, Hansen (DEN) |
| 2016. október 8. 16:00 | 7× 1×       | Jegyzőkönyv | 5× 2×               | Orlen Arena, Płock Nézőszám: 5350 Játékvezetők: Gjeding, Hansen (DEN) |

| 2016. október 8. 16:30 | Kadetten Schaffhausen | 25–35       | Paris Saint-Germain | BBC-Arena, Schaffhausen Nézőszám: 3500 Játékvezetők: Leandersson, Lindroos (FIN) |
| 2016. október 8. 16:30 | Szyba 6               | (8–19)      | Gensheimer 7        | BBC-Arena, Schaffhausen Nézőszám: 3500 Játékvezetők: Leandersson, Lindroos (FIN) |
| 2016. október 8. 16:30 | 3× 3×                 | Jegyzőkönyv | 2× 3×               | BBC-Arena, Schaffhausen Nézőszám: 3500 Játékvezetők: Leandersson, Lindroos (FIN) |

| 2016. október 9. 16:50 | Bjerringbro-Silkeborg | 25–28       | THW Kiel         | Silkeborg-Hallerne, Silkeborg Nézőszám: 2315 Játékvezetők: Gasmi, Gasmi (FRA) |
| 2016. október 9. 16:50 | Espersen, Hansen 6    | (9–12)      | Bilyk, Nilsson 7 | Silkeborg-Hallerne, Silkeborg Nézőszám: 2315 Játékvezetők: Gasmi, Gasmi (FRA) |
| 2016. október 9. 16:50 | 2× 2×                 | Jegyzőkönyv | 5× 3×            | Silkeborg-Hallerne, Silkeborg Nézőszám: 2315 Játékvezetők: Gasmi, Gasmi (FRA) |

| 2016. október 12. 19:15 | FC Barcelona | 38–25       | Kadetten Schaffhausen | Palau Blaugrana, Barcelona Nézőszám: 2847 Játékvezetők: Zotin, Volodkov (RUS) |
| 2016. október 12. 19:15 | Lazarov 7    | (21–12)     | Maros 8               | Palau Blaugrana, Barcelona Nézőszám: 2847 Játékvezetők: Zotin, Volodkov (RUS) |
| 2016. október 12. 19:15 | 2× 3×        | Jegyzőkönyv | 4× 3×                 | Palau Blaugrana, Barcelona Nézőszám: 2847 Játékvezetők: Zotin, Volodkov (RUS) |

| 2016. október 15. 17:30 | Telekom Veszprém KC | 21–19       | THW Kiel | Veszprém Aréna, Veszprém Nézőszám: 5019 Játékvezetők: Horáček, Novotný (CZE) |
| 2016. október 15. 17:30 | Ancsin, Marguč 5    | (13–10)     | Vujin 7  | Veszprém Aréna, Veszprém Nézőszám: 5019 Játékvezetők: Horáček, Novotný (CZE) |
| 2016. október 15. 17:30 | 6× 3×               | Jegyzőkönyv | 5× 3×    | Veszprém Aréna, Veszprém Nézőszám: 5019 Játékvezetők: Horáček, Novotný (CZE) |

| 2016. október 16. 16:50 | Bjerringbro-Silkeborg | 33–24       | Wisła Płock | Silkeborg-Hallerne, Silkeborg Nézőszám: 2008 Játékvezetők: Konjičanin, Konjičanin (BIH) |
| 2016. október 16. 16:50 | Knudsen, Markussen 7  | (18–14)     | Duarte 6    | Silkeborg-Hallerne, Silkeborg Nézőszám: 2008 Játékvezetők: Konjičanin, Konjičanin (BIH) |
| 2016. október 16. 16:50 | 4× 2×                 | Jegyzőkönyv | 6× 3×       | Silkeborg-Hallerne, Silkeborg Nézőszám: 2008 Játékvezetők: Konjičanin, Konjičanin (BIH) |

| 2016. október 16. 18:30 | Paris Saint-Germain | 27–22       | Flensburg-Handewitt | Halle Georges Carpentier, Párizs Nézőszám: 2200 Játékvezetők: Gubica, Milošević (CRO) |
| 2016. október 16. 18:30 | Gensheimer 7        | (13–11)     | Jakobsson 5         | Halle Georges Carpentier, Párizs Nézőszám: 2200 Játékvezetők: Gubica, Milošević (CRO) |
| 2016. október 16. 18:30 | 4× 1×               | Jegyzőkönyv | 5× 2×               | Halle Georges Carpentier, Párizs Nézőszám: 2200 Játékvezetők: Gubica, Milošević (CRO) |

| 2016. október 19. 18:30 | Flensburg-Handewitt | 22–20       | Wisła Płock | Flens Arena, Flensburg Nézőszám: 5077 Játékvezetők: Krstič, Ljubič (SLO) |
| 2016. október 19. 18:30 | Wanne 5             | (9–10)      | Mihić 6     | Flens Arena, Flensburg Nézőszám: 5077 Játékvezetők: Krstič, Ljubič (SLO) |
| 2016. október 19. 18:30 | 3× 2×               | Jegyzőkönyv | 5× 2×       | Flens Arena, Flensburg Nézőszám: 5077 Játékvezetők: Krstič, Ljubič (SLO) |

| 2016. október 22. 17:30 | THW Kiel  | 32–29       | Kadetten Schaffhausen | Sparkassen-Arena, Kiel Nézőszám: 9846 Játékvezetők: Nikolov, Nachevski (MKD) |
| 2016. október 22. 17:30 | Duvnjak 6 | (19–15)     | Császár, Maros 8      | Sparkassen-Arena, Kiel Nézőszám: 9846 Játékvezetők: Nikolov, Nachevski (MKD) |
| 2016. október 22. 17:30 | 1× 3×     | Jegyzőkönyv | 4× 3×                 | Sparkassen-Arena, Kiel Nézőszám: 9846 Játékvezetők: Nikolov, Nachevski (MKD) |

| 2016. október 22. 19:15 | FC Barcelona | 26–23       | Telekom Veszprém KC | Palau Blaugrana, Barcelona Nézőszám: 4948 Játékvezetők: Sondors, Līcis (LAT) |
| 2016. október 22. 19:15 | Jallouz 7    | (16–11)     | Gajić 5             | Palau Blaugrana, Barcelona Nézőszám: 4948 Játékvezetők: Sondors, Līcis (LAT) |
| 2016. október 22. 19:15 | 3× 3×        | Jegyzőkönyv | 5× 2×               | Palau Blaugrana, Barcelona Nézőszám: 4948 Játékvezetők: Sondors, Līcis (LAT) |

| 2016. október 23. 16:50 | Bjerringbro-Silkeborg | 30–36       | Paris Saint-Germain | Silkeborg-Hallerne, Silkeborg Nézőszám: 10204 Játékvezetők: Nikolić, Stojković (SRB) |
| 2016. október 23. 16:50 | Markussen 6           | (16–19)     | Karabatić 9         | Silkeborg-Hallerne, Silkeborg Nézőszám: 10204 Játékvezetők: Nikolić, Stojković (SRB) |
| 2016. október 23. 16:50 | 5× 3×                 | Jegyzőkönyv | 4× 3×               | Silkeborg-Hallerne, Silkeborg Nézőszám: 10204 Játékvezetők: Nikolić, Stojković (SRB) |

| 2016. november 9. 18:30 | Wisła Płock | 24–22       | THW Kiel | Orlen Arena, Płock Nézőszám: 4800 Játékvezetők: Nikolić, Stojković (SRB) |
| 2016. november 9. 18:30 | Ivić 6      | (12–13)     | Vujin 6  | Orlen Arena, Płock Nézőszám: 4800 Játékvezetők: Nikolić, Stojković (SRB) |
| 2016. november 9. 18:30 | 3× 3×       | Jegyzőkönyv | 2× 3×    | Orlen Arena, Płock Nézőszám: 4800 Játékvezetők: Nikolić, Stojković (SRB) |

| 2016. november 10. 20:30 | Kadetten Schaffhausen | 26–29       | Flensburg-Handewitt | BBC-Arena, Schaffhausen Nézőszám: 3500 Játékvezetők: Caçador, Nicolau (POR) |
| 2016. november 10. 20:30 | Császár 8             | (13–15)     | Glandorf, Svan 5    | BBC-Arena, Schaffhausen Nézőszám: 3500 Játékvezetők: Caçador, Nicolau (POR) |
| 2016. november 10. 20:30 | 1× 3×                 | Jegyzőkönyv | 1× 2×               | BBC-Arena, Schaffhausen Nézőszám: 3500 Játékvezetők: Caçador, Nicolau (POR) |

| 2016. november 12. 17:00 | Telekom Veszprém KC | 30–29       | Bjerringbro-Silkeborg | Veszprém Aréna, Veszprém Nézőszám: 5019 Játékvezetők: Brkic, Jusufhodzic (AUT) |
| 2016. november 12. 17:00 | Ilić 8              | (17–13)     | Hundstrup 6           | Veszprém Aréna, Veszprém Nézőszám: 5019 Játékvezetők: Brkic, Jusufhodzic (AUT) |
| 2016. november 12. 17:00 | 4× 3×               | Jegyzőkönyv | 4× 3×                 | Veszprém Aréna, Veszprém Nézőszám: 5019 Játékvezetők: Brkic, Jusufhodzic (AUT) |

| 2016. november 12. 18:30 | Paris Saint-Germain | 33–26       | FC Barcelona | Halle Georges Carpentier, Párizs Nézőszám: 2800 Játékvezetők: Gousko, Repkin (BLR) |
| 2016. november 12. 18:30 | Remili 9            | (15–12)     | Mem 5        | Halle Georges Carpentier, Párizs Nézőszám: 2800 Játékvezetők: Gousko, Repkin (BLR) |
| 2016. november 12. 18:30 | 3× 2×               | Jegyzőkönyv | 1× 3×        | Halle Georges Carpentier, Párizs Nézőszám: 2800 Játékvezetők: Gousko, Repkin (BLR) |

| 2016. november 17. 19:00 | Wisła Płock | 33–26       | Kadetten Schaffhausen | Orlen Arena, Płock Nézőszám: 4532 Játékvezetők: Covalciuc, Covalciuc (MDA) |
| 2016. november 17. 19:00 | Ghionea 6   | (15–12)     | Császár 7             | Orlen Arena, Płock Nézőszám: 4532 Játékvezetők: Covalciuc, Covalciuc (MDA) |
| 2016. november 17. 19:00 | 2× 2×       | Jegyzőkönyv | 4× 3×                 | Orlen Arena, Płock Nézőszám: 4532 Játékvezetők: Covalciuc, Covalciuc (MDA) |

| 2016. november 20. 16:50 | Bjerringbro-Silkeborg | 23–27       | FC Barcelona         | Silkeborg-Hallerne, Silkeborg Nézőszám: 2425 Játékvezetők: Horáček, Novotný (CZE) |
| 2016. november 20. 16:50 | Espersen, Skube 5     | (13–11)     | Andersson, Lazarov 6 | Silkeborg-Hallerne, Silkeborg Nézőszám: 2425 Játékvezetők: Horáček, Novotný (CZE) |
| 2016. november 20. 16:50 | 5× 2× 1×              | Jegyzőkönyv | 5× 2×                | Silkeborg-Hallerne, Silkeborg Nézőszám: 2425 Játékvezetők: Horáček, Novotný (CZE) |

| 2016. november 20. 17:00 | Telekom Veszprém KC | 28–29       | Paris Saint-Germain | Veszprém Aréna, Veszprém Nézőszám: 5019 Játékvezetők: Krstič, Ljubič (SLO) |
| 2016. november 20. 17:00 | Ilić 8              | (14–15)     | Gensheimer 8        | Veszprém Aréna, Veszprém Nézőszám: 5019 Játékvezetők: Krstič, Ljubič (SLO) |
| 2016. november 20. 17:00 | 5× 3×               | Jegyzőkönyv | 6× 2×               | Veszprém Aréna, Veszprém Nézőszám: 5019 Játékvezetők: Krstič, Ljubič (SLO) |

| 2016. november 20. 19:30 | THW Kiel          | 22–30       | Flensburg-Handewitt | Sparkassen-Arena, Kiel Nézőszám: 10285 Játékvezetők: Sigurjónsson, Pétursson (ISL) |
| 2016. november 20. 19:30 | Weinhold, Zeitz 4 | (12–14)     | Eggert 6            | Sparkassen-Arena, Kiel Nézőszám: 10285 Játékvezetők: Sigurjónsson, Pétursson (ISL) |
| 2016. november 20. 19:30 | 5× 3×             | Jegyzőkönyv | 5× 3×               | Sparkassen-Arena, Kiel Nézőszám: 10285 Játékvezetők: Sigurjónsson, Pétursson (ISL) |

| 2016. november 23. 18:30 | Flensburg-Handewitt | 25–26       | THW Kiel        | Flens Arena, Flensburg Nézőszám: 6300 Játékvezetők: Dinu, Din (ROU) |
| 2016. november 23. 18:30 | Eggert 6            | (13–17)     | három játékos 5 | Flens Arena, Flensburg Nézőszám: 6300 Játékvezetők: Dinu, Din (ROU) |
| 2016. november 23. 18:30 | 2× 3×               | Jegyzőkönyv | 6× 3× 1×        | Flens Arena, Flensburg Nézőszám: 6300 Játékvezetők: Dinu, Din (ROU) |

| 2016. november 26. 18:00 | Kadetten Schaffhausen | 27–25       | Wisła Płock  | BBC-Arena, Schaffhausen Nézőszám: 2400 Játékvezetők: Sondors, Līcis (LAT) |
| 2016. november 26. 18:00 | Császár 8             | (12–14)     | Zsitnyikov 5 | BBC-Arena, Schaffhausen Nézőszám: 2400 Játékvezetők: Sondors, Līcis (LAT) |
| 2016. november 26. 18:00 | 6× 2×                 | Jegyzőkönyv | 8× 3× 1×     | BBC-Arena, Schaffhausen Nézőszám: 2400 Játékvezetők: Sondors, Līcis (LAT) |

| 2016. november 27. 17:00 | Paris Saint-Germain | 28–24       | Telekom Veszprém KC | Halle Georges Carpentier, Párizs Nézőszám: 2800 Játékvezetők: Baďura, Ondogrecula (SVK) |
| 2016. november 27. 17:00 | Gensheimer 6        | (14–12)     | Pálmarsson 5        | Halle Georges Carpentier, Párizs Nézőszám: 2800 Játékvezetők: Baďura, Ondogrecula (SVK) |
| 2016. november 27. 17:00 | 1× 3×               | Jegyzőkönyv | 2× 2×               | Halle Georges Carpentier, Párizs Nézőszám: 2800 Játékvezetők: Baďura, Ondogrecula (SVK) |

| 2016. november 27. 17:30 | FC Barcelona | 34–19       | Bjerringbro-Silkeborg | Palau Blaugrana, Barcelona Nézőszám: 2923 Játékvezetők: Caçador, Nicolau (POR) |
| 2016. november 27. 17:30 | Lazarov 7    | (18–10)     | Espersen 4            | Palau Blaugrana, Barcelona Nézőszám: 2923 Játékvezetők: Caçador, Nicolau (POR) |
| 2016. november 27. 17:30 | 3×           | Jegyzőkönyv | 4× 3×                 | Palau Blaugrana, Barcelona Nézőszám: 2923 Játékvezetők: Caçador, Nicolau (POR) |

| 2016. december 3. 17:30 | THW Kiel  | 24–24       | Wisła Płock | Sparkassen-Arena, Kiel Nézőszám: 9700 Játékvezetők: Gousko, Repkin (BLR) |
| 2016. december 3. 17:30 | Duvnjak 7 | (15–9)      | Mihić 6     | Sparkassen-Arena, Kiel Nézőszám: 9700 Játékvezetők: Gousko, Repkin (BLR) |
| 2016. december 3. 17:30 | 2× 3×     | Jegyzőkönyv | 1× 3×       | Sparkassen-Arena, Kiel Nézőszám: 9700 Játékvezetők: Gousko, Repkin (BLR) |

| 2016. december 3. 20:30 | FC Barcelona | 35–32       | Paris Saint-Germain | Palau Blaugrana, Barcelona Nézőszám: 6110 Játékvezetők: Geipel, Helbrig (GER) |
| 2016. december 3. 20:30 | Lazarov 9    | (14–14)     | Hansen 7            | Palau Blaugrana, Barcelona Nézőszám: 6110 Játékvezetők: Geipel, Helbrig (GER) |
| 2016. december 3. 20:30 | 4× 3×        | Jegyzőkönyv | 5× 2×               | Palau Blaugrana, Barcelona Nézőszám: 6110 Játékvezetők: Geipel, Helbrig (GER) |

| 2016. december 4. 16:50 | Bjerringbro-Silkeborg | 24–29       | Telekom Veszprém KC | Silkeborg-Hallerne, Silkeborg Nézőszám: 2140 Játékvezetők: Nikolov, Nachevski (MKD) |
| 2016. december 4. 16:50 | Klitgaard, Skube 5    | (9–15)      | Ilić 6              | Silkeborg-Hallerne, Silkeborg Nézőszám: 2140 Játékvezetők: Nikolov, Nachevski (MKD) |
| 2016. december 4. 16:50 | 3× 3×                 | Jegyzőkönyv | 6× 3×               | Silkeborg-Hallerne, Silkeborg Nézőszám: 2140 Játékvezetők: Nikolov, Nachevski (MKD) |

| 2017. március 8. 18:30 | Flensburg-Handewitt | 31–26       | Kadetten Schaffhausen | Flens Arena, Flensburg Nézőszám: 5567 Játékvezetők: Leszczynski, Piechota (POL) |
| 2017. március 8. 18:30 | Radivojević 7       | (15–14)     | Pendic 9              | Flens Arena, Flensburg Nézőszám: 5567 Játékvezetők: Leszczynski, Piechota (POL) |
| 2017. március 8. 18:30 | 3× 3×               | Jegyzőkönyv | 5× 3×                 | Flens Arena, Flensburg Nézőszám: 5567 Játékvezetők: Leszczynski, Piechota (POL) |

| 2017. február 11. 17:30 | Telekom Veszprém KC | 22–25       | FC Barcelona | Veszprém Aréna, Veszprém Nézőszám: 5019 Játékvezetők: Nikolić, Stojković (SRB) |
| 2017. február 11. 17:30 | Gajić, Nagy 6       | (14–13)     | Rivera 5     | Veszprém Aréna, Veszprém Nézőszám: 5019 Játékvezetők: Nikolić, Stojković (SRB) |
| 2017. február 11. 17:30 | 4× 3×               | Jegyzőkönyv | 6× 3×        | Veszprém Aréna, Veszprém Nézőszám: 5019 Játékvezetők: Nikolić, Stojković (SRB) |

| 2017. február 11. 17:30 | Kadetten Schaffhausen | 25–30       | THW Kiel | BBC-Arena, Schaffhausen Nézőszám: 3500 Játékvezetők: Krstič, Ljubič (SLO) |
| 2017. február 11. 17:30 | három játékos 5       | (13–13)     | Ekberg 8 | BBC-Arena, Schaffhausen Nézőszám: 3500 Játékvezetők: Krstič, Ljubič (SLO) |
| 2017. február 11. 17:30 | 4× 2×                 | Jegyzőkönyv | 3× 3×    | BBC-Arena, Schaffhausen Nézőszám: 3500 Játékvezetők: Krstič, Ljubič (SLO) |

| 2017. február 11. 20:30 | Paris Saint-Germain | 32–27       | Bjerringbro-Silkeborg | Halle Georges Carpentier, Párizs Nézőszám: 3400 Játékvezetők: Dinu, Din (ROU) |
| 2017. február 11. 20:30 | Karabatić 11        | (18–13)     | Nielsen 6             | Halle Georges Carpentier, Párizs Nézőszám: 3400 Játékvezetők: Dinu, Din (ROU) |
| 2017. február 11. 20:30 | 3× 3×               | Jegyzőkönyv | 1× 3×                 | Halle Georges Carpentier, Párizs Nézőszám: 3400 Játékvezetők: Dinu, Din (ROU) |

| 2017. február 12. 17:30 | Wisła Płock | 30–37       | Flensburg-Handewitt | Orlen Arena, Płock Nézőszám: 4500 Játékvezetők: Elíasson, Pálsson (ISL) |
| 2017. február 12. 17:30 | Ivić 6      | (16–18)     | Radivojević 9       | Orlen Arena, Płock Nézőszám: 4500 Játékvezetők: Elíasson, Pálsson (ISL) |
| 2017. február 12. 17:30 | 4× 3×       | Jegyzőkönyv | 6× 3×               | Orlen Arena, Płock Nézőszám: 4500 Játékvezetők: Elíasson, Pálsson (ISL) |

| 2017. február 15. 18:30 | THW Kiel | 25–27       | Telekom Veszprém KC | Sparkassen-Arena, Kiel Nézőszám: 10285 Játékvezetők: Gubica, Milošević (CRO) |
| 2017. február 15. 18:30 | Ekberg 7 | (15–15)     | Ilić 6              | Sparkassen-Arena, Kiel Nézőszám: 10285 Játékvezetők: Gubica, Milošević (CRO) |
| 2017. február 15. 18:30 | 3× 3×    | Jegyzőkönyv | 5× 3×               | Sparkassen-Arena, Kiel Nézőszám: 10285 Játékvezetők: Gubica, Milošević (CRO) |

| 2017. február 16. 20:00 | Kadetten Schaffhausen | 24–31       | FC Barcelona | BBC-Arena, Schaffhausen Nézőszám: 3350 Játékvezetők: Jørum, Kleven (NOR) |
| 2017. február 16. 20:00 | Császár 7             | (10–18)     | N’Guessan 5  | BBC-Arena, Schaffhausen Nézőszám: 3350 Játékvezetők: Jørum, Kleven (NOR) |
| 2017. február 16. 20:00 | 4× 2×                 | Jegyzőkönyv | 2× 2×        | BBC-Arena, Schaffhausen Nézőszám: 3350 Játékvezetők: Jørum, Kleven (NOR) |

| 2017. február 18. 16:00 | Wisła Płock | 28–25       | Bjerringbro-Silkeborg | Orlen Arena, Płock Nézőszám: 4360 Játékvezetők: Mitrović, Vešović (MNE) |
| 2017. február 18. 16:00 | Duarte 7    | (13–15)     | Knudsen 5             | Orlen Arena, Płock Nézőszám: 4360 Játékvezetők: Mitrović, Vešović (MNE) |
| 2017. február 18. 16:00 | 4× 3× 1×    | Jegyzőkönyv | 2× 2×                 | Orlen Arena, Płock Nézőszám: 4360 Játékvezetők: Mitrović, Vešović (MNE) |

| 2017. február 18. 17:30 | Flensburg-Handewitt | 33–34       | Paris Saint-Germain | Flens Arena, Flensburg Nézőszám: 6300 Játékvezetők: Gjeding, Hansen (DEN) |
| 2017. február 18. 17:30 | Eggert, Schmidt 5   | (18–15)     | Nielsen 7           | Flens Arena, Flensburg Nézőszám: 6300 Játékvezetők: Gjeding, Hansen (DEN) |
| 2017. február 18. 17:30 | 2× 1×               | Jegyzőkönyv | 2× 3×               | Flens Arena, Flensburg Nézőszám: 6300 Játékvezetők: Gjeding, Hansen (DEN) |

| 2017. február 25. 17:00 | Telekom Veszprém KC | 31–25       | Wisła Płock        | Veszprém Aréna, Veszprém Nézőszám: 5100 Játékvezetők: Mažeika, Gatelis (LTU) |
| 2017. február 25. 17:00 | Ilić 7              | (18–14)     | Ivić, Zsitnyikov 4 | Veszprém Aréna, Veszprém Nézőszám: 5100 Játékvezetők: Mažeika, Gatelis (LTU) |
| 2017. február 25. 17:00 | 6× 3×               | Jegyzőkönyv | 4× 2×              | Veszprém Aréna, Veszprém Nézőszám: 5100 Játékvezetők: Mažeika, Gatelis (LTU) |

| 2017. február 25. 17:30 | THW Kiel          | 21–24       | Bjerringbro-Silkeborg | Sparkassen-Arena, Kiel Nézőszám: 10285 Játékvezetők: Horáček, Novotný (CZE) |
| 2017. február 25. 17:30 | Duvnjak, Ekberg 4 | (11–10)     | Knudsen 7             | Sparkassen-Arena, Kiel Nézőszám: 10285 Játékvezetők: Horáček, Novotný (CZE) |
| 2017. február 25. 17:30 | 3× 3×             | Jegyzőkönyv | 1× 2×                 | Sparkassen-Arena, Kiel Nézőszám: 10285 Játékvezetők: Horáček, Novotný (CZE) |

| 2017. február 25. 20:00 | Paris Saint-Germain  | 34–26       | Kadetten Schaffhausen | Halle Georges Carpentier, Párizs Nézőszám: 2800 Játékvezetők: Kiyashko, Kiselev (RUS) |
| 2017. február 25. 20:00 | Gensheimer, Hansen 6 | (17–16)     | Császár 10            | Halle Georges Carpentier, Párizs Nézőszám: 2800 Játékvezetők: Kiyashko, Kiselev (RUS) |
| 2017. február 25. 20:00 | 4× 3×                | Jegyzőkönyv | 4× 3×                 | Halle Georges Carpentier, Párizs Nézőszám: 2800 Játékvezetők: Kiyashko, Kiselev (RUS) |

| 2017. február 26. 19:30 | FC Barcelona | 26–23       | Flensburg-Handewitt | Palau Blaugrana, Barcelona Nézőszám: 4107 Játékvezetők: Nikolov, Nachevski (MKD) |
| 2017. február 26. 19:30 | Rivera 4     | (14–12)     | Radivojević 6       | Palau Blaugrana, Barcelona Nézőszám: 4107 Játékvezetők: Nikolov, Nachevski (MKD) |
| 2017. február 26. 19:30 | 3× 3×        | Jegyzőkönyv | 2× 3×               | Palau Blaugrana, Barcelona Nézőszám: 4107 Játékvezetők: Nikolov, Nachevski (MKD) |

| 2017. március 1. 20:00 | Kadetten Schaffhausen | 27–28       | Telekom Veszprém KC | BBC-Arena, Schaffhausen Nézőszám: 2860 Játékvezetők: Konjičanin, Konjičanin (BIH) |
| 2017. március 1. 20:00 | Maros 8               | (15–16)     | Gajić, Ilić 5       | BBC-Arena, Schaffhausen Nézőszám: 2860 Játékvezetők: Konjičanin, Konjičanin (BIH) |
| 2017. március 1. 20:00 | 5× 1×                 | Jegyzőkönyv | 2× 2×               | BBC-Arena, Schaffhausen Nézőszám: 2860 Játékvezetők: Konjičanin, Konjičanin (BIH) |

| 2017. március 4. 17:30 | Flensburg-Handewitt | 26–24       | Bjerringbro-Silkeborg | Flens Arena, Flensburg Nézőszám: 5867 Játékvezetők: Lah, Sok (SLO) |
| 2017. március 4. 17:30 | három játékos 5     | (10–11)     | Nielsen 7             | Flens Arena, Flensburg Nézőszám: 5867 Játékvezetők: Lah, Sok (SLO) |
| 2017. március 4. 17:30 | 2× 3×               | Jegyzőkönyv | 4× 3×                 | Flens Arena, Flensburg Nézőszám: 5867 Játékvezetők: Lah, Sok (SLO) |

| 2017. március 5. 18:00 | Wisła Płock | 25–29       | Paris Saint-Germain | Orlen Arena, Płock Nézőszám: 5287 Játékvezetők: Krstič, Ljubič (SLO) |
| 2017. március 5. 18:00 | Ivić 6      | (11–14)     | Gensheimer 7        | Orlen Arena, Płock Nézőszám: 5287 Játékvezetők: Krstič, Ljubič (SLO) |
| 2017. március 5. 18:00 | 5× 3×       | Jegyzőkönyv | 3× 3×               | Orlen Arena, Płock Nézőszám: 5287 Játékvezetők: Krstič, Ljubič (SLO) |

| 2017. március 5. 19:45 | THW Kiel        | 27–27       | FC Barcelona | Sparkassen-Arena, Kiel Nézőszám: 10049 Játékvezetők: Elíasson, Pálsson (ISL) |
| 2017. március 5. 19:45 | Ekberg, Vujin 8 | (13–15)     | Lazarov 8    | Sparkassen-Arena, Kiel Nézőszám: 10049 Játékvezetők: Elíasson, Pálsson (ISL) |
| 2017. március 5. 19:45 | 4× 3×           | Jegyzőkönyv | 6× 3×        | Sparkassen-Arena, Kiel Nézőszám: 10049 Játékvezetők: Elíasson, Pálsson (ISL) |

| 2017. március 11. 17:30 | Telekom Veszprém KC | 34–28       | Flensburg-Handewitt | Veszprém Aréna, Veszprém Nézőszám: 5019 Játékvezetők: Baďura, Ondogrecula (SVK) |
| 2017. március 11. 17:30 | Ilić 9              | (17–18)     | Glandorf, Schmidt 5 | Veszprém Aréna, Veszprém Nézőszám: 5019 Játékvezetők: Baďura, Ondogrecula (SVK) |
| 2017. március 11. 17:30 | 4× 3× 1×            | Jegyzőkönyv | 6× 2×               | Veszprém Aréna, Veszprém Nézőszám: 5019 Játékvezetők: Baďura, Ondogrecula (SVK) |

| 2017. március 11. 20:00 | FC Barcelona | 36–28       | Wisła Płock | Palau Blaugrana, Barcelona Nézőszám: 3855 Játékvezetők: Baumgart, Wild (GER) |
| 2017. március 11. 20:00 | Tomás 7      | (17–15)     | Ivić 7      | Palau Blaugrana, Barcelona Nézőszám: 3855 Játékvezetők: Baumgart, Wild (GER) |
| 2017. március 11. 20:00 | 3× 3×        | Jegyzőkönyv | 5× 3×       | Palau Blaugrana, Barcelona Nézőszám: 3855 Játékvezetők: Baumgart, Wild (GER) |

| 2017. március 12. 16:50 | Bjerringbro-Silkeborg | 37–32       | Kadetten Schaffhausen | Silkeborg-Hallerne, Silkeborg Nézőszám: 2424 Játékvezetők: Horváth, Marton (HUN) |
| 2017. március 12. 16:50 | három játékos 7       | (18–14)     | három játékos 6       | Silkeborg-Hallerne, Silkeborg Nézőszám: 2424 Játékvezetők: Horváth, Marton (HUN) |
| 2017. március 12. 16:50 | 3× 3×                 | Jegyzőkönyv | 7× 2× 1×              | Silkeborg-Hallerne, Silkeborg Nézőszám: 2424 Játékvezetők: Horváth, Marton (HUN) |

| 2017. március 12. 17:00 | Paris Saint-Germain     | 42–24       | THW Kiel | Halle Georges Carpentier, Párizs Nézőszám: 2700 Játékvezetők: Zotin, Volodkov (RUS) |
| 2017. március 12. 17:00 | Gensheimer, Karabatić 7 | (22–10)     | Vujin 5  | Halle Georges Carpentier, Párizs Nézőszám: 2700 Játékvezetők: Zotin, Volodkov (RUS) |
| 2017. március 12. 17:00 | 3× 3×                   | Jegyzőkönyv | 3× 2×    | Halle Georges Carpentier, Párizs Nézőszám: 2700 Játékvezetők: Zotin, Volodkov (RUS) |

### B csoport
| #  | Csapat             | M  | Gy | D | V | G+  | G–  | Gk  | P  |
| -- | ------------------ | -- | -- | - | - | --- | --- | --- | -- |
| 1. | Vardar Szkopje     | 14 | 10 | 0 | 4 | 412 | 378 | +34 | 20 |
| 2. | Vive Tauron Kielce | 14 | 9  | 0 | 5 | 415 | 390 | +25 | 18 |
| 3. | Pick Szeged        | 14 | 8  | 1 | 5 | 376 | 350 | +26 | 17 |
| 4. | Rhein-Neckar Löwen | 14 | 8  | 1 | 5 | 392 | 396 | –4  | 17 |
| 5. | Meskov Breszt      | 14 | 5  | 4 | 5 | 383 | 385 | –2  | 14 |
| 6. | RK Zagreb          | 14 | 4  | 1 | 9 | 332 | 356 | –24 | 9  |
| 7. | RK Celje           | 14 | 3  | 3 | 8 | 399 | 424 | –25 | 9  |
| 8. | IFK Kristianstad   | 14 | 3  | 2 | 9 | 381 | 411 | –30 | 8  |

| 2016. szeptember 24. 17:00 | Meskov Breszt | 24–29       | Vive Tauron Kielce | Universal Sports Complex Victoria, Breszt Nézőszám: 3220 Játékvezetők: Dobrovits, Tájok (HUN) |
| 2016. szeptember 24. 17:00 | Stojković 6   | (14–11)     | Lijewski 6         | Universal Sports Complex Victoria, Breszt Nézőszám: 3220 Játékvezetők: Dobrovits, Tájok (HUN) |
| 2016. szeptember 24. 17:00 | 4× 2×         | Jegyzőkönyv | 6× 2×              | Universal Sports Complex Victoria, Breszt Nézőszám: 3220 Játékvezetők: Dobrovits, Tájok (HUN) |

| 2016. szeptember 24. 18:30 | RK Celje | 30–28       | RK Zagreb     | Zlatorog Arena, Celje Nézőszám: 3000 Játékvezetők: López, Ramírez (ESP) |
| 2016. szeptember 24. 18:30 | Žvižej 7 | (14–13)     | Mandalinić 10 | Zlatorog Arena, Celje Nézőszám: 3000 Játékvezetők: López, Ramírez (ESP) |
| 2016. szeptember 24. 18:30 | 7× 2× 1× | Jegyzőkönyv | 4× 3×         | Zlatorog Arena, Celje Nézőszám: 3000 Játékvezetők: López, Ramírez (ESP) |

| 2016. szeptember 25. 16:15 | IFK Kristianstad | 23–28       | Vardar Szkopje | Kristianstad Arena, Kristianstad Nézőszám: 3966 Játékvezetők: Pichon, Reveret (FRA) |
| 2016. szeptember 25. 16:15 | Henningsson 7    | (12–15)     | Dujshebaev 7   | Kristianstad Arena, Kristianstad Nézőszám: 3966 Játékvezetők: Pichon, Reveret (FRA) |
| 2016. szeptember 25. 16:15 | 3× 3×            | Jegyzőkönyv | 3× 3×          | Kristianstad Arena, Kristianstad Nézőszám: 3966 Játékvezetők: Pichon, Reveret (FRA) |

| 2016. szeptember 25. 17:00 | Pick Szeged | 28–28       | Rhein-Neckar Löwen | Városi Sportcsarnok, Szeged Nézőszám: 3100 Játékvezetők: Jurinović, Mrvica (CRO) |
| 2016. szeptember 25. 17:00 | Gorbok 6    | (13–12)     | Schmid 6           | Városi Sportcsarnok, Szeged Nézőszám: 3100 Játékvezetők: Jurinović, Mrvica (CRO) |
| 2016. szeptember 25. 17:00 | 1× 3×       | Jegyzőkönyv | 3× 2×              | Városi Sportcsarnok, Szeged Nézőszám: 3100 Játékvezetők: Jurinović, Mrvica (CRO) |

| 2016. szeptember 28. 18:30 | Rhein-Neckar Löwen         | 31–30       | RK Celje  | Fraport Arena, Frankfurt Nézőszám: 1270 Játékvezetők: Dinu, Din (ROU) |
| 2016. szeptember 28. 18:30 | Ekdahl du Rietz, Pekeler 5 | (16–15)     | Zabarec 8 | Fraport Arena, Frankfurt Nézőszám: 1270 Játékvezetők: Dinu, Din (ROU) |
| 2016. szeptember 28. 18:30 | 5× 2×                      | Jegyzőkönyv | 1× 3×     | Fraport Arena, Frankfurt Nézőszám: 1270 Játékvezetők: Dinu, Din (ROU) |

| 2016. október 1. 15:30 | Vive Tauron Kielce     | 38–28       | IFK Kristianstad | Hala Legionów, Kielce Nézőszám: 3800 Játékvezetők: Geipel, Helbig (GER) |
| 2016. október 1. 15:30 | Bielecki, Paczkowski 7 | (18–13)     | Henningsson 6    | Hala Legionów, Kielce Nézőszám: 3800 Játékvezetők: Geipel, Helbig (GER) |
| 2016. október 1. 15:30 | 3× 3×                  | Jegyzőkönyv | 5× 2×            | Hala Legionów, Kielce Nézőszám: 3800 Játékvezetők: Geipel, Helbig (GER) |

| 2016. október 1. 17:30 | Vardar Szkopje | 31–27       | Meskov Breszt | Jane Sandanski Arena, Szkopje Nézőszám: 4500 Játékvezetők: Mažeika, Gatelis (LTU) |
| 2016. október 1. 17:30 | Dujshebaev 9   | (13–13)     | Stojković 8   | Jane Sandanski Arena, Szkopje Nézőszám: 4500 Játékvezetők: Mažeika, Gatelis (LTU) |
| 2016. október 1. 17:30 | 3× 2×          | Jegyzőkönyv | 6× 3× 1×      | Jane Sandanski Arena, Szkopje Nézőszám: 4500 Játékvezetők: Mažeika, Gatelis (LTU) |

| 2016. október 1. 20:00 | RK Zagreb | 24–26       | Pick Szeged | Arena Zagreb, Zágráb Nézőszám: 6000 Játékvezetők: Sondors, Līcis (LAT) |
| 2016. október 1. 20:00 | Horvat 6  | (12–12)     | Šoštarić 6  | Arena Zagreb, Zágráb Nézőszám: 6000 Játékvezetők: Sondors, Līcis (LAT) |
| 2016. október 1. 20:00 | 4× 3×     | Jegyzőkönyv | 7× 2×       | Arena Zagreb, Zágráb Nézőszám: 6000 Játékvezetők: Sondors, Līcis (LAT) |

| 2016. október 8. 18:15 | IFK Kristianstad | 29–22       | RK Zagreb    | Kristianstad Arena, Kristianstad Nézőszám: 4057 Játékvezetők: Kiyashko, Kiselev (RUS) |
| 2016. október 8. 18:15 | Lagergren 9      | (13–10)     | Mandalinić 5 | Kristianstad Arena, Kristianstad Nézőszám: 4057 Játékvezetők: Kiyashko, Kiselev (RUS) |
| 2016. október 8. 18:15 | 4× 2×            | Jegyzőkönyv | 4× 2×        | Kristianstad Arena, Kristianstad Nézőszám: 4057 Játékvezetők: Kiyashko, Kiselev (RUS) |

| 2016. október 8. 18:30 | Meskov Breszt | 30–28       | Rhein-Neckar Löwen | Universal Sports Complex Victoria, Breszt Nézőszám: 3250 Játékvezetők: Opava, Válek (CZE) |
| 2016. október 8. 18:30 | Krištopāns 7  | (17–12)     | Ekdahl du Rietz 11 | Universal Sports Complex Victoria, Breszt Nézőszám: 3250 Játékvezetők: Opava, Válek (CZE) |
| 2016. október 8. 18:30 | 3× 3×         | Jegyzőkönyv | 1× 2×              | Universal Sports Complex Victoria, Breszt Nézőszám: 3250 Játékvezetők: Opava, Válek (CZE) |

| 2016. október 9. 17:00 | Pick Szeged | 27–29       | Vive Tauron Kielce | Városi Sportcsarnok, Szeged Nézőszám: 3200 Játékvezetők: Santos, Fonseca (POR) |
| 2016. október 9. 17:00 | Balogh 5    | (15–16)     | Lijewski 6         | Városi Sportcsarnok, Szeged Nézőszám: 3200 Játékvezetők: Santos, Fonseca (POR) |
| 2016. október 9. 17:00 | 5× 2×       | Jegyzőkönyv | 3× 3× 1×           | Városi Sportcsarnok, Szeged Nézőszám: 3200 Játékvezetők: Santos, Fonseca (POR) |

| 2016. október 9. 18:30 | RK Celje         | 26–32       | Vardar Szkopje | Zlatorog Arena, Celje Nézőszám: 3200 Játékvezetők: Madsen, Mortensen (DEN) |
| 2016. október 9. 18:30 | Mlakar, Poteko 5 | (15–15)     | Marsenić 6     | Zlatorog Arena, Celje Nézőszám: 3200 Játékvezetők: Madsen, Mortensen (DEN) |
| 2016. október 9. 18:30 | 5× 3×            | Jegyzőkönyv | 6×             | Zlatorog Arena, Celje Nézőszám: 3200 Játékvezetők: Madsen, Mortensen (DEN) |

| 2016. október 12. 18:30 | Rhein-Neckar Löwen | 30–29       | IFK Kristianstad | Fraport Arena, Frankfurt Nézőszám: 1312 Játékvezetők: Pavićević, Ražnatović (MNE) |
| 2016. október 12. 18:30 | Schmid 8           | (17–13)     | Tollbring 5      | Fraport Arena, Frankfurt Nézőszám: 1312 Játékvezetők: Pavićević, Ražnatović (MNE) |
| 2016. október 12. 18:30 | 3× 1×              | Jegyzőkönyv | 6× 3×            | Fraport Arena, Frankfurt Nézőszám: 1312 Játékvezetők: Pavićević, Ražnatović (MNE) |

| 2016. október 15. 16:00 | Vive Tauron Kielce | 31–23       | RK Celje | Hala Legionów, Kielce Nézőszám: 4000 Játékvezetők: Pichon, Reveret (FRA) |
| 2016. október 15. 16:00 | Bielecki, Djukić 5 | (16–15)     | Janc 7   | Hala Legionów, Kielce Nézőszám: 4000 Játékvezetők: Pichon, Reveret (FRA) |
| 2016. október 15. 16:00 | 2× 2×              | Jegyzőkönyv | 5× 3×    | Hala Legionów, Kielce Nézőszám: 4000 Játékvezetők: Pichon, Reveret (FRA) |

| 2016. október 15. 20:00 | RK Zagreb | 22–27       | Meskov Breszt | Arena Zagreb, Zágráb Nézőszám: 9000 Játékvezetők: Dentz, Reibel (FRA) |
| 2016. október 15. 20:00 | Horvat 6  | (10–14)     | Krištopāns 7  | Arena Zagreb, Zágráb Nézőszám: 9000 Játékvezetők: Dentz, Reibel (FRA) |
| 2016. október 15. 20:00 | 4× 3× 1×  | Jegyzőkönyv | 5× 2× 1×      | Arena Zagreb, Zágráb Nézőszám: 9000 Játékvezetők: Dentz, Reibel (FRA) |

| 2016. október 16. 17:30 | Vardar Szkopje | 30–27       | Pick Szeged | Jane Sandanski Arena, Szkopje Nézőszám: 4857 Játékvezetők: Covalciuc, Covalciuc (MDA) |
| 2016. október 16. 17:30 | Gyibirov 8     | (16–15)     | Balogh 9    | Jane Sandanski Arena, Szkopje Nézőszám: 4857 Játékvezetők: Covalciuc, Covalciuc (MDA) |
| 2016. október 16. 17:30 | 1× 3×          | Jegyzőkönyv | 3× 3×       | Jane Sandanski Arena, Szkopje Nézőszám: 4857 Játékvezetők: Covalciuc, Covalciuc (MDA) |

| 2016. október 22. 19:00 | IFK Kristianstad | 29–29       | RK Celje | Kristianstad Arena, Kristianstad Nézőszám: 4183 Játékvezetők: Harabagiu, Stănescu (ROU) |
| 2016. október 22. 19:00 | Tollbring 8      | (14–11)     | Janc 9   | Kristianstad Arena, Kristianstad Nézőszám: 4183 Játékvezetők: Harabagiu, Stănescu (ROU) |
| 2016. október 22. 19:00 | 3× 3×            | Jegyzőkönyv | 3× 3×    | Kristianstad Arena, Kristianstad Nézőszám: 4183 Játékvezetők: Harabagiu, Stănescu (ROU) |

| 2016. október 22. 20:00 | RK Zagreb  | 28–27       | Vardar Szkopje | Arena Zagreb, Zágráb Nézőszám: 9850 Játékvezetők: Marín, García (ESP) |
| 2016. október 22. 20:00 | Marković 6 | (12–17)     | Dujshebaev 5   | Arena Zagreb, Zágráb Nézőszám: 9850 Játékvezetők: Marín, García (ESP) |
| 2016. október 22. 20:00 | 3× 2×      | Jegyzőkönyv | 2× 2×          | Arena Zagreb, Zágráb Nézőszám: 9850 Játékvezetők: Marín, García (ESP) |

| 2016. október 23. 17:00 | Pick Szeged | 24–22       | Meskov Breszt      | Városi Sportcsarnok, Szeged Nézőszám: 3200 Játékvezetők: Pandžić, Mosorinski (SRB) |
| 2016. október 23. 17:00 | Balogh 9    | (11–10)     | Atman, Stojković 4 | Városi Sportcsarnok, Szeged Nézőszám: 3200 Játékvezetők: Pandžić, Mosorinski (SRB) |
| 2016. október 23. 17:00 | 4× 3×       | Jegyzőkönyv | 6× 3×              | Városi Sportcsarnok, Szeged Nézőszám: 3200 Játékvezetők: Pandžić, Mosorinski (SRB) |

| 2016. október 23. 19:30 | Vive Tauron Kielce | 26–34       | Rhein-Neckar Löwen | Hala Legionów, Kielce Nézőszám: 4200 Játékvezetők: López, Ramírez (ESP) |
| 2016. október 23. 19:30 | Bielecki 8         | (15–16)     | Baena 7            | Hala Legionów, Kielce Nézőszám: 4200 Játékvezetők: López, Ramírez (ESP) |
| 2016. október 23. 19:30 | 2× 3×              | Jegyzőkönyv | 3× 3×              | Hala Legionów, Kielce Nézőszám: 4200 Játékvezetők: López, Ramírez (ESP) |

| 2016. november 10. 18:15 | Rhein-Neckar Löwen    | 25–24       | RK Zagreb    | Fraport Arena, Frankfurt Nézőszám: 1546 Játékvezetők: Santos, Fonseca (POR) |
| 2016. november 10. 18:15 | Schmid, Steinhauser 7 | (14–10)     | Mandalinić 9 | Fraport Arena, Frankfurt Nézőszám: 1546 Játékvezetők: Santos, Fonseca (POR) |
| 2016. november 10. 18:15 | 3× 2×                 | Jegyzőkönyv | 5× 3×        | Fraport Arena, Frankfurt Nézőszám: 1546 Játékvezetők: Santos, Fonseca (POR) |

| 2016. november 12. 17:30 | Vardar Szkopje | 40–34       | Vive Tauron Kielce | Jane Sandanski Arena, Szkopje Nézőszám: 6000 Játékvezetők: Baďura, Ondogrecula (SVK) |
| 2016. november 12. 17:30 | Karačić 9      | (18–18)     | Aguinagalde 8      | Jane Sandanski Arena, Szkopje Nézőszám: 6000 Játékvezetők: Baďura, Ondogrecula (SVK) |
| 2016. november 12. 17:30 | 4× 3×          | Jegyzőkönyv | 2× 2×              | Jane Sandanski Arena, Szkopje Nézőszám: 6000 Játékvezetők: Baďura, Ondogrecula (SVK) |

| 2016. november 12. 18:30 | RK Celje | 25–31       | Pick Szeged | Zlatorog Arena, Celje Nézőszám: 3300 Játékvezetők: Elíasson, Pálsson (ISL) |
| 2016. november 12. 18:30 | Žvižej 5 | (15–16)     | Gorbok 6    | Zlatorog Arena, Celje Nézőszám: 3300 Játékvezetők: Elíasson, Pálsson (ISL) |
| 2016. november 12. 18:30 | 5× 3×    | Jegyzőkönyv | 9× 3×       | Zlatorog Arena, Celje Nézőszám: 3300 Játékvezetők: Elíasson, Pálsson (ISL) |

| 2016. november 12. 19:30 | Meskov Breszt   | 32–27       | IFK Kristianstad | Universal Sports Complex Victoria, Breszt Nézőszám: 3300 Játékvezetők: Mandák, Rudinský (SVK) |
| 2016. november 12. 19:30 | három játékos 5 | (17–13)     | Tollbring 8      | Universal Sports Complex Victoria, Breszt Nézőszám: 3300 Játékvezetők: Mandák, Rudinský (SVK) |
| 2016. november 12. 19:30 | 2× 2×           | Jegyzőkönyv | 3× 2×            | Universal Sports Complex Victoria, Breszt Nézőszám: 3300 Játékvezetők: Mandák, Rudinský (SVK) |

| 2016. november 16. 19:00 | RK Zagreb            | 23–26       | Vive Tauron Kielce | Arena Zagreb, Zágráb Nézőszám: 5000 Játékvezetők: Dinu, Din (ROU) |
| 2016. november 16. 19:00 | Horvat, Mandalinić 6 | (12–11)     | Lijewski 5         | Arena Zagreb, Zágráb Nézőszám: 5000 Játékvezetők: Dinu, Din (ROU) |
| 2016. november 16. 19:00 | 2× 3×                | Jegyzőkönyv | 2× 3×              | Arena Zagreb, Zágráb Nézőszám: 5000 Játékvezetők: Dinu, Din (ROU) |

| 2016. november 17. 19:00 | Rhein-Neckar Löwen | 27–33       | Vardar Szkopje | SAP Arena, Mannheim Nézőszám: 2649 Játékvezetők: Sondors, Līcis (LAT) |
| 2016. november 17. 19:00 | Sigurðsson 7       | (16–17)     | Cañellas 10    | SAP Arena, Mannheim Nézőszám: 2649 Játékvezetők: Sondors, Līcis (LAT) |
| 2016. november 17. 19:00 | 1× 2×              | Jegyzőkönyv | 2× 2×          | SAP Arena, Mannheim Nézőszám: 2649 Játékvezetők: Sondors, Līcis (LAT) |

| 2016. november 19. 18:15 | IFK Kristianstad | 21–29       | Pick Szeged | Kristianstad Arena, Kristianstad Nézőszám: 4119 Játékvezetők: Erdoğan, Özdeniz (TUR) |
| 2016. november 19. 18:15 | Guðmundsson 5    | (12–15)     | Gorbok 7    | Kristianstad Arena, Kristianstad Nézőszám: 4119 Játékvezetők: Erdoğan, Özdeniz (TUR) |
| 2016. november 19. 18:15 | 3× 3×            | Jegyzőkönyv | 2× 3×       | Kristianstad Arena, Kristianstad Nézőszám: 4119 Játékvezetők: Erdoğan, Özdeniz (TUR) |

| 2016. november 19. 19:30 | Meskov Breszt | 29–29       | RK Celje | Universal Sports Complex Victoria, Breszt Nézőszám: 3450 Játékvezetők: Tzaferopoulos, Bethmann (GRE) |
| 2016. november 19. 19:30 | Stojković 8   | (14–15)     | Žvižej 8 | Universal Sports Complex Victoria, Breszt Nézőszám: 3450 Játékvezetők: Tzaferopoulos, Bethmann (GRE) |
| 2016. november 19. 19:30 | 6× 3×         | Jegyzőkönyv | 3× 3×    | Universal Sports Complex Victoria, Breszt Nézőszám: 3450 Játékvezetők: Tzaferopoulos, Bethmann (GRE) |

| 2016. november 26. 17:30 | Vardar Szkopje      | 26–29       | Rhein-Neckar Löwen | Jane Sandanski Arena, Szkopje Nézőszám: 5500 Játékvezetők: Horáček, Novotný (CZE) |
| 2016. november 26. 17:30 | Borozan, Cañellas 6 | (15–15)     | Larsen, Reinkind 7 | Jane Sandanski Arena, Szkopje Nézőszám: 5500 Játékvezetők: Horáček, Novotný (CZE) |
| 2016. november 26. 17:30 | 1× 3×               | Jegyzőkönyv | 4× 2×              | Jane Sandanski Arena, Szkopje Nézőszám: 5500 Játékvezetők: Horáček, Novotný (CZE) |

| 2016. november 26. 18:15 | Pick Szeged | 33–28       | IFK Kristianstad | Városi Sportcsarnok, Szeged Nézőszám: 3100 Játékvezetők: Dentz, Reibel (FRA) |
| 2016. november 26. 18:15 | Gaber 6     | (20–17)     | Lipovac 6        | Városi Sportcsarnok, Szeged Nézőszám: 3100 Játékvezetők: Dentz, Reibel (FRA) |
| 2016. november 26. 18:15 | 2× 3×       | Jegyzőkönyv | 3× 3×            | Városi Sportcsarnok, Szeged Nézőszám: 3100 Játékvezetők: Dentz, Reibel (FRA) |

| 2016. november 27. 18:00 | Vive Tauron Kielce | 29–25       | RK Zagreb    | Hala Legionów, Kielce Nézőszám: 4200 Játékvezetők: Gjeding, Hansen (DEN) |
| 2016. november 27. 18:00 | Aguinagalde 7      | (11–12)     | Mandalinić 7 | Hala Legionów, Kielce Nézőszám: 4200 Játékvezetők: Gjeding, Hansen (DEN) |
| 2016. november 27. 18:00 | 3× 3×              | Jegyzőkönyv | 5× 2×        | Hala Legionów, Kielce Nézőszám: 4200 Játékvezetők: Gjeding, Hansen (DEN) |

| 2016. november 27. 18:30 | RK Celje       | 36–36       | Meskov Breszt | Zlatorog Arena, Celje Nézőszám: 3400 Játékvezetők: Erdoğan, Özdeniz (TUR) |
| 2016. november 27. 18:30 | Janc, Razgor 9 | (18–17)     | Ostrushko 8   | Zlatorog Arena, Celje Nézőszám: 3400 Játékvezetők: Erdoğan, Özdeniz (TUR) |
| 2016. november 27. 18:30 | 4× 3× 1×       | Jegyzőkönyv | 9×            | Zlatorog Arena, Celje Nézőszám: 3400 Játékvezetők: Erdoğan, Özdeniz (TUR) |

| 2016. november 30. 19:00 | IFK Kristianstad | 29–29       | Meskov Breszt | Kristianstad Arena, Kristianstad Nézőszám: 4010 Játékvezetők: López, Ramírez (ESP) |
| 2016. november 30. 19:00 | Tollbring 6      | (15–17)     | Krištopāns 7  | Kristianstad Arena, Kristianstad Nézőszám: 4010 Játékvezetők: López, Ramírez (ESP) |
| 2016. november 30. 19:00 | 5× 3×            | Jegyzőkönyv | 5× 3× 1×      | Kristianstad Arena, Kristianstad Nézőszám: 4010 Játékvezetők: López, Ramírez (ESP) |

| 2016. december 1. 19:00 | RK Zagreb | 25–21       | Rhein-Neckar Löwen | Arena Zagreb, Zágráb Nézőszám: 6508 Játékvezetők: Zotin, Volodkov (RUS) |
| 2016. december 1. 19:00 | Vori 5    | (10–15)     | Manaszkov 5        | Arena Zagreb, Zágráb Nézőszám: 6508 Játékvezetők: Zotin, Volodkov (RUS) |
| 2016. december 1. 19:00 | 2× 3×     | Jegyzőkönyv | 2× 3×              | Arena Zagreb, Zágráb Nézőszám: 6508 Játékvezetők: Zotin, Volodkov (RUS) |

| 2016. december 3. 17:30 | Pick Szeged | 27–22       | RK Celje | Városi Sportcsarnok, Szeged Nézőszám: 3200 Játékvezetők: Mažeika, Gatelis (LTU) |
| 2016. december 3. 17:30 | Källman 6   | (15–10)     | Žvižej 7 | Városi Sportcsarnok, Szeged Nézőszám: 3200 Játékvezetők: Mažeika, Gatelis (LTU) |
| 2016. december 3. 17:30 | 4× 2×       | Jegyzőkönyv | 5× 3×    | Városi Sportcsarnok, Szeged Nézőszám: 3200 Játékvezetők: Mažeika, Gatelis (LTU) |

| 2016. december 4. 18:00 | Vive Tauron Kielce | 27–24       | Vardar Szkopje        | Hala Legionów, Kielce Nézőszám: 4200 Játékvezetők: Elíasson, Pálsson (ISL) |
| 2016. december 4. 18:00 | három játékos 4    | (15–12)     | Dujshebaev, Karačić 5 | Hala Legionów, Kielce Nézőszám: 4200 Játékvezetők: Elíasson, Pálsson (ISL) |
| 2016. december 4. 18:00 | 8× 3× 1×           | Jegyzőkönyv | 6× 3×                 | Hala Legionów, Kielce Nézőszám: 4200 Játékvezetők: Elíasson, Pálsson (ISL) |

| 2017. február 9. 19:00 | Rhein-Neckar Löwen | 28–25       | Vive Tauron Kielce | SAP Arena, Mannheim Nézőszám: 7285 Játékvezetők: Mažeika, Gatelis (LTU) |
| 2017. február 9. 19:00 | Sigurðsson 7       | (16–13)     | Aguinagalde 5      | SAP Arena, Mannheim Nézőszám: 7285 Játékvezetők: Mažeika, Gatelis (LTU) |
| 2017. február 9. 19:00 | 5× 3×              | Jegyzőkönyv | 5× 3×              | SAP Arena, Mannheim Nézőszám: 7285 Játékvezetők: Mažeika, Gatelis (LTU) |

| 2017. február 9. 20:30 | Meskov Breszt | 25–23       | Pick Szeged | Universal Sports Complex Victoria, Breszt Nézőszám: 3500 Játékvezetők: Pavićević, Ražnatović (MNE) |
| 2017. február 9. 20:30 | Dzsamáli 8    | (14–14)     | Källman 6   | Universal Sports Complex Victoria, Breszt Nézőszám: 3500 Játékvezetők: Pavićević, Ražnatović (MNE) |
| 2017. február 9. 20:30 | 3× 2×         | Jegyzőkönyv | 5× 2×       | Universal Sports Complex Victoria, Breszt Nézőszám: 3500 Játékvezetők: Pavićević, Ražnatović (MNE) |

| 2017. február 11. 17:30 | Vardar Szkopje | 25–20       | RK Zagreb  | Jane Sandanski Arena, Szkopje Nézőszám: 4500 Játékvezetők: Erdoğan, Özdeniz (TUR) |
| 2017. február 11. 17:30 | Dujshebaev 7   | (14–8)      | Marković 6 | Jane Sandanski Arena, Szkopje Nézőszám: 4500 Játékvezetők: Erdoğan, Özdeniz (TUR) |
| 2017. február 11. 17:30 | 3× 3×          | Jegyzőkönyv | 1× 2×      | Jane Sandanski Arena, Szkopje Nézőszám: 4500 Játékvezetők: Erdoğan, Özdeniz (TUR) |

| 2017. február 11. 19:00 | RK Celje | 27–28       | IFK Kristianstad      | Zlatorog Arena, Celje Nézőszám: 3300 Játékvezetők: Kékes, Kékes (HUN) |
| 2017. február 11. 19:00 | Janc 8   | (13–13)     | Sörensen, Tollbring 7 | Zlatorog Arena, Celje Nézőszám: 3300 Játékvezetők: Kékes, Kékes (HUN) |
| 2017. február 11. 19:00 | 2× 3× 1× | Jegyzőkönyv | 5× 3× 1×              | Zlatorog Arena, Celje Nézőszám: 3300 Játékvezetők: Kékes, Kékes (HUN) |

| 2017. február 18. 17:30 | Pick Szeged | 21–23       | Vardar Szkopje | Városi Sportcsarnok, Szeged Nézőszám: 3200 Játékvezetők: Zotin, Volodkov (RUS) |
| 2017. február 18. 17:30 | Skube 6     | (11–12)     | Gyibirov 6     | Városi Sportcsarnok, Szeged Nézőszám: 3200 Játékvezetők: Zotin, Volodkov (RUS) |
| 2017. február 18. 17:30 | 4× 3×       | Jegyzőkönyv | 3× 2×          | Városi Sportcsarnok, Szeged Nézőszám: 3200 Játékvezetők: Zotin, Volodkov (RUS) |

| 2017. február 18. 19:30 | Meskov Breszt | 21–21       | RK Zagreb    | Universal Sports Complex Victoria, Breszt Nézőszám: 3400 Játékvezetők: Caçador, Nicolau (POR) |
| 2017. február 18. 19:30 | Dzsamáli 7    | (11–9)      | Mandalinić 4 | Universal Sports Complex Victoria, Breszt Nézőszám: 3400 Játékvezetők: Caçador, Nicolau (POR) |
| 2017. február 18. 19:30 | 4× 3×         | Jegyzőkönyv | 1× 3×        | Universal Sports Complex Victoria, Breszt Nézőszám: 3400 Játékvezetők: Caçador, Nicolau (POR) |

| 2017. február 19. 17:30 | IFK Kristianstad | 29–31       | Rhein-Neckar Löwen | Kristianstad Arena, Kristianstad Nézőszám: 4355 Játékvezetők: Leandersson, Lindroos (FIN) |
| 2017. február 19. 17:30 | Guðmundsson 10   | (16–15)     | Baena 8            | Kristianstad Arena, Kristianstad Nézőszám: 4355 Játékvezetők: Leandersson, Lindroos (FIN) |
| 2017. február 19. 17:30 | 3× 2×            | Jegyzőkönyv | 2×                 | Kristianstad Arena, Kristianstad Nézőszám: 4355 Játékvezetők: Leandersson, Lindroos (FIN) |

| 2017. február 19. 19:00 | RK Celje    | 34–33       | Vive Tauron Kielce      | Zlatorog Arena, Celje Nézőszám: 3901 Játékvezetők: Santos, Fonseca (POR) |
| 2017. február 19. 19:00 | Mačkovšek 8 | (16–19)     | Aguinagalde, Bielecki 6 | Zlatorog Arena, Celje Nézőszám: 3901 Játékvezetők: Santos, Fonseca (POR) |
| 2017. február 19. 19:00 | 5× 3×       | Jegyzőkönyv | 6× 2×                   | Zlatorog Arena, Celje Nézőszám: 3901 Játékvezetők: Santos, Fonseca (POR) |

| 2017. február 22. 18:30 | Rhein-Neckar Löwen   | 25–24       | Meskov Breszt   | SAP Arena, Mannheim Nézőszám: 1866 Játékvezetők: Pichon, Reveret (FRA) |
| 2017. február 22. 18:30 | Schmid, Sigurðsson 7 | (11–12)     | három játékos 6 | SAP Arena, Mannheim Nézőszám: 1866 Játékvezetők: Pichon, Reveret (FRA) |
| 2017. február 22. 18:30 | 2× 2×                | Jegyzőkönyv | 3× 3×           | SAP Arena, Mannheim Nézőszám: 1866 Játékvezetők: Pichon, Reveret (FRA) |

| 2017. február 25. 17:30 | Vardar Szkopje | 35–30       | RK Celje | Jane Sandanski Arena, Szkopje Nézőszám: 4500 Játékvezetők: Sondors, Līcis (LAT) |
| 2017. február 25. 17:30 | Dujshebaev 8   | (20–15)     | Mlakar 8 | Jane Sandanski Arena, Szkopje Nézőszám: 4500 Játékvezetők: Sondors, Līcis (LAT) |
| 2017. február 25. 17:30 | 3× 2×          | Jegyzőkönyv | 3× 2×    | Jane Sandanski Arena, Szkopje Nézőszám: 4500 Játékvezetők: Sondors, Līcis (LAT) |

| 2017. február 25. 20:00 | RK Zagreb | 26–23       | IFK Kristianstad | Arena Zagreb, Zágráb Nézőszám: 8000 Játékvezetők: Brunovský, Čanda (SVK) |
| 2017. február 25. 20:00 | Vori 5    | (13–11)     | Tollbring 6      | Arena Zagreb, Zágráb Nézőszám: 8000 Játékvezetők: Brunovský, Čanda (SVK) |
| 2017. február 25. 20:00 | 1× 3×     | Jegyzőkönyv | 2× 2×            | Arena Zagreb, Zágráb Nézőszám: 8000 Játékvezetők: Brunovský, Čanda (SVK) |

| 2017. február 26. 18:00 | Vive Tauron Kielce | 28–24       | Pick Szeged | Hala Legionów, Kielce Nézőszám: 4200 Játékvezetők: Kurtagic, Wetterwik (SWE) |
| 2017. február 26. 18:00 | Aguinagalde 8      | (13–14)     | Gorbok 6    | Hala Legionów, Kielce Nézőszám: 4200 Játékvezetők: Kurtagic, Wetterwik (SWE) |
| 2017. február 26. 18:00 | 3× 3×              | Jegyzőkönyv | 3× 3×       | Hala Legionów, Kielce Nézőszám: 4200 Játékvezetők: Kurtagic, Wetterwik (SWE) |

| 2017. március 2. 19:00 | RK Celje    | 37–31       | Rhein-Neckar Löwen | Zlatorog Arena, Celje Nézőszám: 3800 Játékvezetők: Caçador, Nicolau (POR) |
| 2017. március 2. 19:00 | Mačkovšek 8 | (20–13)     | Larsen 6           | Zlatorog Arena, Celje Nézőszám: 3800 Játékvezetők: Caçador, Nicolau (POR) |
| 2017. március 2. 19:00 | 3× 3×       | Jegyzőkönyv | 3× 3×              | Zlatorog Arena, Celje Nézőszám: 3800 Játékvezetők: Caçador, Nicolau (POR) |

| 2017. március 4. 17:30 | Pick Szeged | 26–21       | RK Zagreb    | Városi Sportcsarnok, Szeged Nézőszám: 3200 Játékvezetők: López, Ramírez (ESP) |
| 2017. március 4. 17:30 | Balogh 7    | (14–12)     | öt játékos 3 | Városi Sportcsarnok, Szeged Nézőszám: 3200 Játékvezetők: López, Ramírez (ESP) |
| 2017. március 4. 17:30 | 3× 2×       | Jegyzőkönyv | 2× 3×        | Városi Sportcsarnok, Szeged Nézőszám: 3200 Játékvezetők: López, Ramírez (ESP) |

| 2017. március 4. 18:15 | IFK Kristianstad        | 29–25       | Vive Tauron Kielce | Kristianstad Arena, Kristianstad Nézőszám: 4125 Játékvezetők: Brunner, Salah (SUI) |
| 2017. március 4. 18:15 | Henningsson, Sörensen 6 | (15–13)     | Jachlewski 5       | Kristianstad Arena, Kristianstad Nézőszám: 4125 Játékvezetők: Brunner, Salah (SUI) |
| 2017. március 4. 18:15 | 6× 2×                   | Jegyzőkönyv | 3× 3×              | Kristianstad Arena, Kristianstad Nézőszám: 4125 Játékvezetők: Brunner, Salah (SUI) |

| 2017. március 4. 19:30 | Meskov Breszt           | 30–26       | Vardar Szkopje   | Universal Sports Complex Victoria, Breszt Nézőszám: 3500 Játékvezetők: Nikolić, Stojković (SRB) |
| 2017. március 4. 19:30 | Krištopāns, Osztrusko 8 | (15–13)     | Čupić, Karačić 5 | Universal Sports Complex Victoria, Breszt Nézőszám: 3500 Játékvezetők: Nikolić, Stojković (SRB) |
| 2017. március 4. 19:30 | 3× 3×                   | Jegyzőkönyv | 2× 3×            | Universal Sports Complex Victoria, Breszt Nézőszám: 3500 Játékvezetők: Nikolić, Stojković (SRB) |

| 2017. március 8. 20:45 | Rhein-Neckar Löwen | 24–30       | Pick Szeged | Frankfurt Nézőszám: 1230 Játékvezetők: Horáček, Novotný (CZE) |
| 2017. március 8. 20:45 | Pekeler 6          | (12–14)     | Källman 7   | Frankfurt Nézőszám: 1230 Játékvezetők: Horáček, Novotný (CZE) |
| 2017. március 8. 20:45 | 3× 3×              | Jegyzőkönyv | 4× 1×       | Frankfurt Nézőszám: 1230 Játékvezetők: Horáček, Novotný (CZE) |

| 2017. március 9. 17:30 | RK Zagreb       | 23–21       | RK Celje          | Arena Zagreb, Zágráb Nézőszám: 11500 Játékvezetők: Gousko, Repkin (BLR) |
| 2017. március 9. 17:30 | három játékos 5 | (14–10)     | Janc, Mačkovšek 6 | Arena Zagreb, Zágráb Nézőszám: 11500 Játékvezetők: Gousko, Repkin (BLR) |
| 2017. március 9. 17:30 | 2× 3×           | Jegyzőkönyv | 3× 3×             | Arena Zagreb, Zágráb Nézőszám: 11500 Játékvezetők: Gousko, Repkin (BLR) |

| 2017. március 11. 16:00 | Vive Tauron Kielce | 35–27       | Meskov Breszt | Hala Legionów, Kielce Nézőszám: 4200 Játékvezetők: Sigurjónsson, Pétursson (ISL) |
| 2017. március 11. 16:00 | Bielecki 7         | (15–16)     | Stojković 6   | Hala Legionów, Kielce Nézőszám: 4200 Játékvezetők: Sigurjónsson, Pétursson (ISL) |
| 2017. március 11. 16:00 | 4× 3×              | Jegyzőkönyv | 3× 3×         | Hala Legionów, Kielce Nézőszám: 4200 Játékvezetők: Sigurjónsson, Pétursson (ISL) |

| 2017. március 12. 17:30 | Vardar Szkopje | 32–29       | IFK Kristianstad | Jane Sandanski Arena, Szkopje Nézőszám: 4000 Játékvezetők: Santos, Fonseca (POR) |
| 2017. március 12. 17:30 | Borozan 6      | (17–13)     | Sörensen 7       | Jane Sandanski Arena, Szkopje Nézőszám: 4000 Játékvezetők: Santos, Fonseca (POR) |
| 2017. március 12. 17:30 | 1× 2×          | Jegyzőkönyv | 3× 2×            | Jane Sandanski Arena, Szkopje Nézőszám: 4000 Játékvezetők: Santos, Fonseca (POR) |

### C csoport
| #  | Csapat                | M  | Gy | D | V | G+  | G–  | Gk  | P  |
| -- | --------------------- | -- | -- | - | - | --- | --- | --- | -- |
| 1. | Montpellier           | 10 | 8  | 0 | 2 | 302 | 252 | +50 | 16 |
| 2. | Logroño               | 10 | 5  | 1 | 4 | 294 | 286 | +8  | 11 |
| 3. | Metalurg Szkopje      | 10 | 5  | 0 | 5 | 240 | 251 | –11 | 10 |
| 4. | Tatran Prešov         | 10 | 4  | 1 | 5 | 259 | 271 | –12 | 9  |
| 5. | Elverum Håndball      | 10 | 3  | 2 | 5 | 257 | 274 | –17 | 8  |
| 6. | Csehovszkije Medvegyi | 10 | 2  | 2 | 6 | 273 | 291 | –18 | 6  |

| 2016. szeptember 22. 19:00 | Csehovszkije Medvegyi | 28–28       | Logroño   | Olimpiysky Sport Palace, Csehov Nézőszám: 1500 Játékvezetők: Santos, Fonseca (POR) |
| 2016. szeptember 22. 19:00 | Kotov, Szantalov 6    | (14–16)     | Langaro 5 | Olimpiysky Sport Palace, Csehov Nézőszám: 1500 Játékvezetők: Santos, Fonseca (POR) |
| 2016. szeptember 22. 19:00 | 2× 3×                 | Jegyzőkönyv | 3× 3×     | Olimpiysky Sport Palace, Csehov Nézőszám: 1500 Játékvezetők: Santos, Fonseca (POR) |

| 2016. szeptember 24. 17:30 | Metalurg Szkopje | 18–17       | Elverum Håndball | Avtokomanda, Szkopje Nézőszám: 3700 Játékvezetők: Baumgart, Wild (GER) |
| 2016. szeptember 24. 17:30 | Taleszki 13      | (8–7)       | Lindboe 6        | Avtokomanda, Szkopje Nézőszám: 3700 Játékvezetők: Baumgart, Wild (GER) |
| 2016. szeptember 24. 17:30 | 5× 3×            | Jegyzőkönyv | 3× 3×            | Avtokomanda, Szkopje Nézőszám: 3700 Játékvezetők: Baumgart, Wild (GER) |

| 2016. szeptember 25. 17:00 | Montpellier | 28–23       | Tatran Prešov | Park&Suites Arena, Montpellier Nézőszám: 3000 Játékvezetők: Stark, Ştefan (ROU) |
| 2016. szeptember 25. 17:00 | Kavtičnik 7 | (14–14)     | Rábek 6       | Park&Suites Arena, Montpellier Nézőszám: 3000 Játékvezetők: Stark, Ştefan (ROU) |
| 2016. szeptember 25. 17:00 | 4× 3×       | Jegyzőkönyv | 5× 3×         | Park&Suites Arena, Montpellier Nézőszám: 3000 Játékvezetők: Stark, Ştefan (ROU) |

| 2016. október 1. 15:00 | Tatran Prešov | 27–22       | Metalurg Szkopje | City Hall Prešov, Eperjes Nézőszám: 1200 Játékvezetők: Baranowski, Lemanowicz (POL) |
| 2016. október 1. 15:00 | Hrstka 7      | (11–12)     | Dragaš 5         | City Hall Prešov, Eperjes Nézőszám: 1200 Játékvezetők: Baranowski, Lemanowicz (POL) |
| 2016. október 1. 15:00 | 1× 3×         | Jegyzőkönyv | 2× 3×            | City Hall Prešov, Eperjes Nézőszám: 1200 Játékvezetők: Baranowski, Lemanowicz (POL) |

| 2016. október 1. 20:30 | Logroño           | 31–30       | Montpellier | Palacio de los Deportes de La Rioja, Logroño Nézőszám: 2000 Játékvezetők: Kurtagic, Wetterwik (SWE) |
| 2016. október 1. 20:30 | Hishan, Langaro 7 | (15–12)     | Guigou 7    | Palacio de los Deportes de La Rioja, Logroño Nézőszám: 2000 Játékvezetők: Kurtagic, Wetterwik (SWE) |
| 2016. október 1. 20:30 | 4× 2×             | Jegyzőkönyv | 4× 2×       | Palacio de los Deportes de La Rioja, Logroño Nézőszám: 2000 Játékvezetők: Kurtagic, Wetterwik (SWE) |

| 2016. október 2. 18:15 | Elverum Håndball | 28–28       | Csehovszkije Medvegyi | Elverumshallen, Elverum Nézőszám: 1829 Játékvezetők: Dentz, Reibel (FRA) |
| 2016. október 2. 18:15 | Iváncsik 8       | (13–11)     | Kovaljov 6            | Elverumshallen, Elverum Nézőszám: 1829 Játékvezetők: Dentz, Reibel (FRA) |
| 2016. október 2. 18:15 | 4× 3×            | Jegyzőkönyv | 4× 3×                 | Elverumshallen, Elverum Nézőszám: 1829 Játékvezetők: Dentz, Reibel (FRA) |

| 2016. október 6. 19:00 | Csehovszkije Medvegyi   | 25–21       | Metalurg Szkopje | Olimpiysky Sport Palace, Csehov Nézőszám: 1100 Játékvezetők: Brunner, Salah (SUI) |
| 2016. október 6. 19:00 | Kornyev, Selesztyukov 4 | (14–8)      | Obradović 8      | Olimpiysky Sport Palace, Csehov Nézőszám: 1100 Játékvezetők: Brunner, Salah (SUI) |
| 2016. október 6. 19:00 | 4× 3×                   | Jegyzőkönyv | 5× 2×            | Olimpiysky Sport Palace, Csehov Nézőszám: 1100 Játékvezetők: Brunner, Salah (SUI) |

| 2016. október 8. 17:30 | Logroño      | 33–27       | Tatran Prešov | Palacio de los Deportes de La Rioja, Logroño Nézőszám: 2500 Játékvezetők: Olesen, Pedersen (DEN) |
| 2016. október 8. 17:30 | Fernández 10 | (16–18)     | Peskov 7      | Palacio de los Deportes de La Rioja, Logroño Nézőszám: 2500 Játékvezetők: Olesen, Pedersen (DEN) |
| 2016. október 8. 17:30 | 4× 2×        | Jegyzőkönyv | 6× 3×         | Palacio de los Deportes de La Rioja, Logroño Nézőszám: 2500 Játékvezetők: Olesen, Pedersen (DEN) |

| 2016. október 9. 18:15 | Elverum Håndball | 32–31       | Montpellier | Elverumshallen, Elverum Nézőszám: 1879 Játékvezetők: Caçador, Nicolau (POR) |
| 2016. október 9. 18:15 | Mehl, Pujol 7    | (18–14)     | Dolenec 6   | Elverumshallen, Elverum Nézőszám: 1879 Játékvezetők: Caçador, Nicolau (POR) |
| 2016. október 9. 18:15 | 2× 3×            | Jegyzőkönyv | 4× 3×       | Elverumshallen, Elverum Nézőszám: 1879 Játékvezetők: Caçador, Nicolau (POR) |

| 2016. október 15. 16:00 | Tatran Prešov | 25–27       | Elverum Håndball | City Hall Prešov, Eperjes Nézőszám: 2050 Játékvezetők: Andorka, Hucker (HUN) |
| 2016. október 15. 16:00 | Hrstka 8      | (16–17)     | Iváncsik 7       | City Hall Prešov, Eperjes Nézőszám: 2050 Játékvezetők: Andorka, Hucker (HUN) |
| 2016. október 15. 16:00 | 3× 2×         | Jegyzőkönyv | 3× 3×            | City Hall Prešov, Eperjes Nézőszám: 2050 Játékvezetők: Andorka, Hucker (HUN) |

| 2016. október 15. 17:30 | Metalurg Szkopje    | 24–23       | Logroño   | Boris Trajkovski Sports Center, Szkopje Nézőszám: 3506 Játékvezetők: Herzczeg, Südi (HUN) |
| 2016. október 15. 17:30 | Dragaš, Obradović 7 | (11–9)      | Langaro 7 | Boris Trajkovski Sports Center, Szkopje Nézőszám: 3506 Játékvezetők: Herzczeg, Südi (HUN) |
| 2016. október 15. 17:30 | 2× 4×               | Jegyzőkönyv | 3× 2×     | Boris Trajkovski Sports Center, Szkopje Nézőszám: 3506 Játékvezetők: Herzczeg, Südi (HUN) |

| 2016. október 15. 20:30 | Montpellier | 26–22       | Csehovszkije Medvegyi | Park&Suites Arena, Montpellier Nézőszám: 2600 Játékvezetők: Erdoğan, Özdeni (TUR) |
| 2016. október 15. 20:30 | Dolenec 8   | (12–9)      | Kuretkov 4            | Park&Suites Arena, Montpellier Nézőszám: 2600 Játékvezetők: Erdoğan, Özdeni (TUR) |
| 2016. október 15. 20:30 | 3× 3×       | Jegyzőkönyv | 5× 3×                 | Park&Suites Arena, Montpellier Nézőszám: 2600 Játékvezetők: Erdoğan, Özdeni (TUR) |

| 2016. október 22. 16:00 | Tatran Prešov | 30–28       | Csehovszkije Medvegyi | City Hall Prešov, Eperjes Nézőszám: 2100 Játékvezetők: Baumgart, Wild (GER) |
| 2016. október 22. 16:00 | Hrstka 9      | (17–11)     | Osztascsenko 6        | City Hall Prešov, Eperjes Nézőszám: 2100 Játékvezetők: Baumgart, Wild (GER) |
| 2016. október 22. 16:00 | 6× 3×         | Jegyzőkönyv | 5× 3× 1×              | City Hall Prešov, Eperjes Nézőszám: 2100 Játékvezetők: Baumgart, Wild (GER) |

| 2016. október 23. 18:15 | Elverum Håndball | 27–32       | Logroño   | Elverumshallen, Elverum Nézőszám: 2202 Játékvezetők: Elíasson, Pálsson (ISL) |
| 2016. október 23. 18:15 | Poklar 7         | (14–16)     | Langaro 8 | Elverumshallen, Elverum Nézőszám: 2202 Játékvezetők: Elíasson, Pálsson (ISL) |
| 2016. október 23. 18:15 | 6× 3×            | Jegyzőkönyv | 5× 3×     | Elverumshallen, Elverum Nézőszám: 2202 Játékvezetők: Elíasson, Pálsson (ISL) |

| 2016. október 23. 18:45 | Montpellier           | 28–18       | Metalurg Szkopje | Park&Suites Arena, Montpellier Nézőszám: 2700 Játékvezetők: Geipel, Helbig (GER) |
| 2016. október 23. 18:45 | Grébille, Kavtičnik 5 | (13–12)     | Brajović         | Park&Suites Arena, Montpellier Nézőszám: 2700 Játékvezetők: Geipel, Helbig (GER) |
| 2016. október 23. 18:45 | 2× 2×                 | Jegyzőkönyv | 5× 3×            | Park&Suites Arena, Montpellier Nézőszám: 2700 Játékvezetők: Geipel, Helbig (GER) |

| 2016. november 10. 18:45 | Metalurg Szkopje | 24–30       | Montpellier | Boris Trajkovski Sports Center, Szkopje Nézőszám: 4500 Játékvezetők: Leszczynski, Piechota (POL) |
| 2016. november 10. 18:45 | Obradović 10     | (10–14)     | Grébille 10 | Boris Trajkovski Sports Center, Szkopje Nézőszám: 4500 Játékvezetők: Leszczynski, Piechota (POL) |
| 2016. november 10. 18:45 | 3× 3×            | Jegyzőkönyv | 4× 3×       | Boris Trajkovski Sports Center, Szkopje Nézőszám: 4500 Játékvezetők: Leszczynski, Piechota (POL) |

| 2016. november 10. 19:00 | Csehovszkije Medvegyi | 28–29       | Tatran Prešov | Olimpiysky Sport Palace, Csehov Nézőszám: 1000 Játékvezetők: Pandžić, Šatordžija (BIH) |
| 2016. november 10. 19:00 | Szantalov 9           | (13–18)     | Peskov 7      | Olimpiysky Sport Palace, Csehov Nézőszám: 1000 Játékvezetők: Pandžić, Šatordžija (BIH) |
| 2016. november 10. 19:00 | 3× 3×                 | Jegyzőkönyv | 4× 3×         | Olimpiysky Sport Palace, Csehov Nézőszám: 1000 Játékvezetők: Pandžić, Šatordžija (BIH) |

| 2016. november 12. 18:30 | Logroño            | 28–21       | Elverum Håndball     | Palacio de los Deportes de La Rioja, Logroño Nézőszám: 2200 Játékvezetők: Brunner, Salah (SUI) |
| 2016. november 12. 18:30 | Fernández, Muñoz 4 | (11–8)      | Iváncsik, Nergaard 4 | Palacio de los Deportes de La Rioja, Logroño Nézőszám: 2200 Játékvezetők: Brunner, Salah (SUI) |
| 2016. november 12. 18:30 | 2× 2×              | Jegyzőkönyv | 7× 3×                | Palacio de los Deportes de La Rioja, Logroño Nézőszám: 2200 Játékvezetők: Brunner, Salah (SUI) |

| 2016. november 19. 16:00 | Tatran Prešov | 24–28       | Montpellier         | City Hall Prešov, Eperjes Nézőszám: 2500 Játékvezetők: Madsen, Mortensen (DEN) |
| 2016. november 19. 16:00 | Krok 6        | (9–14)      | Dolenec, Fabregas 6 | City Hall Prešov, Eperjes Nézőszám: 2500 Játékvezetők: Madsen, Mortensen (DEN) |
| 2016. november 19. 16:00 | 6× 3×         | Jegyzőkönyv | 6× 3×               | City Hall Prešov, Eperjes Nézőszám: 2500 Játékvezetők: Madsen, Mortensen (DEN) |

| 2016. november 19. 17:30 | Logroño  | 34–37       | Csehovszkije Medvegyi | Palacio de los Deportes de La Rioja, Logroño Nézőszám: 2300 Játékvezetők: Andorka, Hucker (HUN) |
| 2016. november 19. 17:30 | Rocas 11 | (19–17)     | Kotov 6               | Palacio de los Deportes de La Rioja, Logroño Nézőszám: 2300 Játékvezetők: Andorka, Hucker (HUN) |
| 2016. november 19. 17:30 | 2× 3×    | Jegyzőkönyv | 6× 2×                 | Palacio de los Deportes de La Rioja, Logroño Nézőszám: 2300 Játékvezetők: Andorka, Hucker (HUN) |

| 2016. november 20. 18:15 | Elverum Håndball | 26–31       | Metalurg Szkopje | Elverumshallen, Elverum Nézőszám: 1792 Játékvezetők: Nabokau, Kulik (BLR) |
| 2016. november 20. 18:15 | Poklar 7         | (9–14)      | Kuzmanovski 9    | Elverumshallen, Elverum Nézőszám: 1792 Játékvezetők: Nabokau, Kulik (BLR) |
| 2016. november 20. 18:15 | 1× 2×            | Jegyzőkönyv | 2× 3×            | Elverumshallen, Elverum Nézőszám: 1792 Játékvezetők: Nabokau, Kulik (BLR) |

| 2016. november 24. 19:00 | Csehovszkije Medvegyi | 26–31       | Elverum Håndball | Olimpiysky Sport Palace, Csehov Nézőszám: 1400 Játékvezetők: Harabagiu, Stănescu (ROU) |
| 2016. november 24. 19:00 | Szantalov 8           | (14–15)     | Iváncsik 9       | Olimpiysky Sport Palace, Csehov Nézőszám: 1400 Játékvezetők: Harabagiu, Stănescu (ROU) |
| 2016. november 24. 19:00 | 3× 3×                 | Jegyzőkönyv | 3× 3×            | Olimpiysky Sport Palace, Csehov Nézőszám: 1400 Játékvezetők: Harabagiu, Stănescu (ROU) |

| 2016. november 26. 18:30 | Montpellier | 37–27       | Logroño     | Park&Suites Arena, Montpellier Nézőszám: 3000 Játékvezetők: Sigurjónsson, Pétursson (ISL) |
| 2016. november 26. 18:30 | Grébille 10 | (19–11)     | Fernández 7 | Park&Suites Arena, Montpellier Nézőszám: 3000 Játékvezetők: Sigurjónsson, Pétursson (ISL) |
| 2016. november 26. 18:30 | 5× 3×       | Jegyzőkönyv | 3× 3× 1×    | Park&Suites Arena, Montpellier Nézőszám: 3000 Játékvezetők: Sigurjónsson, Pétursson (ISL) |

| 2016. november 27. 17:30 | Metalurg Szkopje | 26–20       | Tatran Prešov | Boris Trajkovski Sports Center, Szkopje Nézőszám: 3500 Játékvezetők: Brkic, Jusufhodzic (AUT) |
| 2016. november 27. 17:30 | Taleszki 10      | (11–10)     | Rábek 8       | Boris Trajkovski Sports Center, Szkopje Nézőszám: 3500 Játékvezetők: Brkic, Jusufhodzic (AUT) |
| 2016. november 27. 17:30 | 2× 1×            | Jegyzőkönyv | 3× 3×         | Boris Trajkovski Sports Center, Szkopje Nézőszám: 3500 Játékvezetők: Brkic, Jusufhodzic (AUT) |

| 2016. december 3. 16:00 | Csehovszkije Medvegyi | 27–33       | Montpellier         | Olimpiysky Sport Palace, Csehov Nézőszám: 1300 Játékvezetők: Johansson, Kliko (SWE) |
| 2016. december 3. 16:00 | Kornyev 8             | (13–14)     | Anquetil, Dolenec 8 | Olimpiysky Sport Palace, Csehov Nézőszám: 1300 Játékvezetők: Johansson, Kliko (SWE) |
| 2016. december 3. 16:00 | 4× 3×                 | Jegyzőkönyv | 2× 3×               | Olimpiysky Sport Palace, Csehov Nézőszám: 1300 Játékvezetők: Johansson, Kliko (SWE) |

| 2016. december 3. 17:30 | Logroño      | 31–25       | Metalurg Szkopje | Palacio de los Deportes de La Rioja, Logroño Nézőszám: 2400 Játékvezetők: Leandersson, Lindroos (FIN) |
| 2016. december 3. 17:30 | Fernández 10 | (16–14)     | Ilić 7           | Palacio de los Deportes de La Rioja, Logroño Nézőszám: 2400 Játékvezetők: Leandersson, Lindroos (FIN) |
| 2016. december 3. 17:30 | 3× 3×        | Jegyzőkönyv | 3× 2×            | Palacio de los Deportes de La Rioja, Logroño Nézőszám: 2400 Játékvezetők: Leandersson, Lindroos (FIN) |

| 2016. december 4. 18:15 | Elverum Håndball | 24–24       | Tatran Prešov | Elverumshallen, Elverum Nézőszám: 1412 Játékvezetők: Leszczynski, Piechota (POL) |
| 2016. december 4. 18:15 | Lindboe 10       | (10–9)      | Rabek 10      | Elverumshallen, Elverum Nézőszám: 1412 Játékvezetők: Leszczynski, Piechota (POL) |
| 2016. december 4. 18:15 | 2× 3×            | Jegyzőkönyv | 3× 3×         | Elverumshallen, Elverum Nézőszám: 1412 Játékvezetők: Leszczynski, Piechota (POL) |

| 2017. február 11. 16:00 | Tatran Prešov | 30–27       | Logroño               | City Hall Prešov, Eperjes Nézőszám: 2500 Játékvezetők: Nabokau, Kulik (BLR) |
| 2017. február 11. 16:00 | Rabek 9       | (18–16)     | Javi Muñoz, Sánchez 5 | City Hall Prešov, Eperjes Nézőszám: 2500 Játékvezetők: Nabokau, Kulik (BLR) |
| 2017. február 11. 16:00 | 2× 3×         | Jegyzőkönyv | 3× 2×                 | City Hall Prešov, Eperjes Nézőszám: 2500 Játékvezetők: Nabokau, Kulik (BLR) |

| 2017. február 12. 17:30 | Metalurg Szkopje        | 31–24       | Csehovszkije Medvegyi | Boris Trajkovski Sports Center, Szkopje Nézőszám: 3560 Játékvezetők: Gasmi, Gasmi (FRA) |
| 2017. február 12. 17:30 | Vanja Ilić, Obradović 7 | (15–10)     | Kotov 5               | Boris Trajkovski Sports Center, Szkopje Nézőszám: 3560 Játékvezetők: Gasmi, Gasmi (FRA) |
| 2017. február 12. 17:30 | 3× 2×                   | Jegyzőkönyv | 3× 2×                 | Boris Trajkovski Sports Center, Szkopje Nézőszám: 3560 Játékvezetők: Gasmi, Gasmi (FRA) |

| 2017. február 12. 17:30 | Montpellier      | 31–24       | Elverum Håndball | Park&Suites Arena, Montpellier Nézőszám: 3000 Játékvezetők: Cindrić, Gonzurek (CRO) |
| 2017. február 12. 17:30 | Truchanovičius 7 | (16–11)     | Pujol 8          | Park&Suites Arena, Montpellier Nézőszám: 3000 Játékvezetők: Cindrić, Gonzurek (CRO) |
| 2017. február 12. 17:30 | 3× 3×            | Jegyzőkönyv | 3× 3×            | Park&Suites Arena, Montpellier Nézőszám: 3000 Játékvezetők: Cindrić, Gonzurek (CRO) |

### D csoport
| #  | Csapat              | M  | Gy | D | V | G+  | G–  | Gk  | P  |
| -- | ------------------- | -- | -- | - | - | --- | --- | --- | -- |
| 1. | HBC Nantes          | 10 | 8  | 1 | 1 | 312 | 270 | +42 | 17 |
| 2. | Motor Zaporizzsja   | 10 | 7  | 1 | 2 | 308 | 272 | +36 | 15 |
| 3. | Beşiktaş            | 10 | 5  | 1 | 4 | 275 | 289 | –14 | 11 |
| 4. | Dinamo București    | 10 | 3  | 2 | 5 | 294 | 294 | 0   | 8  |
| 5. | Team Tvis Holstebro | 10 | 2  | 1 | 7 | 281 | 314 | –33 | 5  |
| 6. | ABC/UMinho          | 10 | 2  | 0 | 8 | 289 | 320 | –31 | 4  |

| 2016. szeptember 21. 19:00 | Beşiktaş | 33–31       | ABC/UMinho      | İzmit Arena, Isztambul Nézőszám: 1565 Játékvezetők: Kristiansen, Pettersen (NOR) |
| 2016. szeptember 21. 19:00 | Döne 9   | (21–18)     | három játékos 6 | İzmit Arena, Isztambul Nézőszám: 1565 Játékvezetők: Kristiansen, Pettersen (NOR) |
| 2016. szeptember 21. 19:00 | 5× 3×    | Jegyzőkönyv | 6× 3×           | İzmit Arena, Isztambul Nézőszám: 1565 Játékvezetők: Kristiansen, Pettersen (NOR) |

| 2016. szeptember 22. 19:30 | Motor Zaporizzsja | 26–26       | HBC Nantes | Kharkiv Sport Hall, Harkiv Nézőszám: 2110 Játékvezetők: Pandžić, Mosorinski (SRB) |
| 2016. szeptember 22. 19:30 | Zsukov 5          | (15–16)     | Klein 8    | Kharkiv Sport Hall, Harkiv Nézőszám: 2110 Játékvezetők: Pandžić, Mosorinski (SRB) |
| 2016. szeptember 22. 19:30 | 2× 3×             | Jegyzőkönyv | 3× 3×      | Kharkiv Sport Hall, Harkiv Nézőszám: 2110 Játékvezetők: Pandžić, Mosorinski (SRB) |

| 2016. szeptember 25. 16:50 | Team Tvis Holstebro | 32–32       | Dinamo București | Gråkjær Arena, Holstebro Nézőszám: 1905 Játékvezetők: Caçador, Nicolau (POR) |
| 2016. szeptember 25. 16:50 | Kildelund 9         | (16–16)     | Savenco 6        | Gråkjær Arena, Holstebro Nézőszám: 1905 Játékvezetők: Caçador, Nicolau (POR) |
| 2016. szeptember 25. 16:50 | 2× 3×               | Jegyzőkönyv | 4× 3×            | Gråkjær Arena, Holstebro Nézőszám: 1905 Játékvezetők: Caçador, Nicolau (POR) |

| 2016. szeptember 29. 18:00 | Dinamo București | 35–31       | Motor Zaporizzsja | Sala Polivalentă Dinamo, Bukarest Nézőszám: 2100 Játékvezetők: Mitrović, Vešović (MNE) |
| 2016. szeptember 29. 18:00 | Vranković 8      | (15–13)     | Szoroka 8         | Sala Polivalentă Dinamo, Bukarest Nézőszám: 2100 Játékvezetők: Mitrović, Vešović (MNE) |
| 2016. szeptember 29. 18:00 | 8× 2×            | Jegyzőkönyv | 4× 3×             | Sala Polivalentă Dinamo, Bukarest Nézőszám: 2100 Játékvezetők: Mitrović, Vešović (MNE) |

| 2016. október 1. 17:00 | ABC/UMinho | 32–27       | Team Tvis Holstebro | Pavilhão Flávio Sá Leite, Braga Nézőszám: 1500 Játékvezetők: Marín, García (ESP) |
| 2016. október 1. 17:00 | Pereira 10 | (16–14)     | Bramming 9          | Pavilhão Flávio Sá Leite, Braga Nézőszám: 1500 Játékvezetők: Marín, García (ESP) |
| 2016. október 1. 17:00 | 3× 2×      | Jegyzőkönyv | 5× 3×               | Pavilhão Flávio Sá Leite, Braga Nézőszám: 1500 Játékvezetők: Marín, García (ESP) |

| 2016. október 1. 18:30 | HBC Nantes | 33–19       | Beşiktaş | Parc des expositions de la Beaujoire, Nantes Nézőszám: 3811 Játékvezetők: Sigurjónsson, Pétursson (ISL) |
| 2016. október 1. 18:30 | Burić 6    | (16–9)      | Döne 5   | Parc des expositions de la Beaujoire, Nantes Nézőszám: 3811 Játékvezetők: Sigurjónsson, Pétursson (ISL) |
| 2016. október 1. 18:30 | 3× 3×      | Jegyzőkönyv | 4× 3×    | Parc des expositions de la Beaujoire, Nantes Nézőszám: 3811 Játékvezetők: Sigurjónsson, Pétursson (ISL) |

| 2016. október 9. 16:00 | HBC Nantes        | 35–33       | ABC/UMinho | Parc des expositions de la Beaujoire, Nantes Nézőszám: 3892 Játékvezetők: Leszczynski, Piechota (POL) |
| 2016. október 9. 16:00 | Claire, Tournat 8 | (20–16)     | Pereira 9  | Parc des expositions de la Beaujoire, Nantes Nézőszám: 3892 Játékvezetők: Leszczynski, Piechota (POL) |
| 2016. október 9. 16:00 | 3× 3×             | Jegyzőkönyv | 6× 3×      | Parc des expositions de la Beaujoire, Nantes Nézőszám: 3892 Játékvezetők: Leszczynski, Piechota (POL) |

| 2016. október 9. 16:00 | Motor Zaporizzsja      | 34–28       | Team Tvis Holstebro | Kharkiv Sport Hall, Harkiv Nézőszám: 2100 Játékvezetők: Tzaferopoulos, Bethmann (GRE) |
| 2016. október 9. 16:00 | Kalaras, Malašinskas 6 | (19–10)     | Bramming 10         | Kharkiv Sport Hall, Harkiv Nézőszám: 2100 Játékvezetők: Tzaferopoulos, Bethmann (GRE) |
| 2016. október 9. 16:00 | 2× 3×                  | Jegyzőkönyv | 2× 2×               | Kharkiv Sport Hall, Harkiv Nézőszám: 2100 Játékvezetők: Tzaferopoulos, Bethmann (GRE) |

| 2016. október 9. 17:15 | Dinamo București | 26–26       | Beşiktaş   | Sala Polivalentă Dinamo, Bukarest Nézőszám: 2400 Játékvezetők: Kaveshnikov, Plotnikov (RUS) |
| 2016. október 9. 17:15 | három játékos 4  | (11–13)     | Vražalić 8 | Sala Polivalentă Dinamo, Bukarest Nézőszám: 2400 Játékvezetők: Kaveshnikov, Plotnikov (RUS) |
| 2016. október 9. 17:15 | 1× 3× 1×         | Jegyzőkönyv | 4× 2×      | Sala Polivalentă Dinamo, Bukarest Nézőszám: 2400 Játékvezetők: Kaveshnikov, Plotnikov (RUS) |

| 2016. október 15. 17:00 | ABC/UMinho | 34–32       | Dinamo București | Pavilhão Flávio Sá Leite, Braga Nézőszám: 2000 Játékvezetők: Pandžić, Šatordžija (BIH) |
| 2016. október 15. 17:00 | Gomes 7    | (18–18)     | Esteki 11        | Pavilhão Flávio Sá Leite, Braga Nézőszám: 2000 Játékvezetők: Pandžić, Šatordžija (BIH) |
| 2016. október 15. 17:00 | 3× 3×      | Jegyzőkönyv | 6× 3×            | Pavilhão Flávio Sá Leite, Braga Nézőszám: 2000 Játékvezetők: Pandžić, Šatordžija (BIH) |

| 2016. október 15. 18:30 | Beşiktaş          | 23–22       | Motor Zaporizzsja | İzmit Arena, Isztambul Nézőszám: 1400 Játékvezetők: Mandák, Rudinský (SVK) |
| 2016. október 15. 18:30 | Özbahar, Pribak 5 | (11–7)      | Selmenko 6        | İzmit Arena, Isztambul Nézőszám: 1400 Játékvezetők: Mandák, Rudinský (SVK) |
| 2016. október 15. 18:30 | 7× 2×             | Jegyzőkönyv | 5× 3×             | İzmit Arena, Isztambul Nézőszám: 1400 Játékvezetők: Mandák, Rudinský (SVK) |

| 2016. október 16. 19:00 | Team Tvis Holstebro | 25–35       | HBC Nantes | Gråkjær Arena, Holstebro Nézőszám: 2447 Játékvezetők: Schulze, Tönnies (GER) |
| 2016. október 16. 19:00 | Bramming 9          | (13–18)     | Claire 7   | Gråkjær Arena, Holstebro Nézőszám: 2447 Játékvezetők: Schulze, Tönnies (GER) |
| 2016. október 16. 19:00 | 5× 3×               | Jegyzőkönyv | 5× 3×      | Gråkjær Arena, Holstebro Nézőszám: 2447 Játékvezetők: Schulze, Tönnies (GER) |

| 2016. október 22. 15:00 | Beşiktaş | 36–27       | Team Tvis Holstebro | İzmit Arena, Isztambul Nézőszám: 1100 Játékvezetők: Brunner, Salah (SUI) |
| 2016. október 22. 15:00 | Döne 8   | (15–16)     | Bramming 7          | İzmit Arena, Isztambul Nézőszám: 1100 Játékvezetők: Brunner, Salah (SUI) |
| 2016. október 22. 15:00 | 3× 2×    | Jegyzőkönyv | 7× 2×               | İzmit Arena, Isztambul Nézőszám: 1100 Játékvezetők: Brunner, Salah (SUI) |

| 2016. október 22. 17:30 | Dinamo București | 26–27       | HBC Nantes | Sala Polivalentă Dinamo, Bukarest Nézőszám: 2538 Játékvezetők: Dobrovits, Tájok (HUN) |
| 2016. október 22. 17:30 | Asoltanei 6      | (15–11)     | Derot 7    | Sala Polivalentă Dinamo, Bukarest Nézőszám: 2538 Játékvezetők: Dobrovits, Tájok (HUN) |
| 2016. október 22. 17:30 | 1× 3×            | Jegyzőkönyv | 1× 2×      | Sala Polivalentă Dinamo, Bukarest Nézőszám: 2538 Játékvezetők: Dobrovits, Tájok (HUN) |

| 2016. november 12. 17:00 | ABC/UMinho | 22–35       | Motor Zaporizzsja | Pavilhão Flávio Sá Leite, Braga Nézőszám: 1200 Játékvezetők: Pavićević, Ražnatović (MNE) |
| 2016. november 12. 17:00 | Pereira 5  | (9–18)      | Puhovszki 8       | Pavilhão Flávio Sá Leite, Braga Nézőszám: 1200 Játékvezetők: Pavićević, Ražnatović (MNE) |
| 2016. november 12. 17:00 | 3× 3×      | Jegyzőkönyv | 7× 1×             | Pavilhão Flávio Sá Leite, Braga Nézőszám: 1200 Játékvezetők: Pavićević, Ražnatović (MNE) |

| 2016. október 22. 18:00 | Motor Zaporizzsja | 27–23       | ABC/UMinho | Kharkiv Sport Hall, Harkiv Nézőszám: 2200 Játékvezetők: Gousko, Repkin (BLR) |
| 2016. október 22. 18:00 | Selmenko 8        | (13–9)      | Pereira 5  | Kharkiv Sport Hall, Harkiv Nézőszám: 2200 Játékvezetők: Gousko, Repkin (BLR) |
| 2016. október 22. 18:00 | 4× 3×             | Jegyzőkönyv | 4× 3×      | Kharkiv Sport Hall, Harkiv Nézőszám: 2200 Játékvezetők: Gousko, Repkin (BLR) |

| 2016. november 13. 15:10 | Team Tvis Holstebro | 29–25       | Beşiktaş    | Gråkjær Arena, Holstebro Nézőszám: 1923 Játékvezetők: Konjičanin, Konjičanin (BIH) |
| 2016. november 13. 15:10 | Bramming 9          | (14–14)     | Demirezen 6 | Gråkjær Arena, Holstebro Nézőszám: 1923 Játékvezetők: Konjičanin, Konjičanin (BIH) |
| 2016. november 13. 15:10 | 4× 2×               | Jegyzőkönyv | 2× 3×       | Gråkjær Arena, Holstebro Nézőszám: 1923 Játékvezetők: Konjičanin, Konjičanin (BIH) |

| 2016. november 13. 17:00 | HBC Nantes | 26–24       | Dinamo București | Parc des expositions de la Beaujoire, Nantes Nézőszám: 4500 Játékvezetők: Gubica, Milošević (CRO) |
| 2016. november 13. 17:00 | Balaguer 9 | (12–12)     | Esteki 8         | Parc des expositions de la Beaujoire, Nantes Nézőszám: 4500 Játékvezetők: Gubica, Milošević (CRO) |
| 2016. november 13. 17:00 | 3×         | Jegyzőkönyv | 2× 3×            | Parc des expositions de la Beaujoire, Nantes Nézőszám: 4500 Játékvezetők: Gubica, Milošević (CRO) |

| 2016. november 17. 19:30 | Dinamo București | 30–25       | Team Tvis Holstebro | Sala Polivalentă Dinamo, Bukarest Nézőszám: 1500 Játékvezetők: Baranowski, Lemanowicz (POL) |
| 2016. november 17. 19:30 | Esteki 7         | (12–12)     | Bramming 12         | Sala Polivalentă Dinamo, Bukarest Nézőszám: 1500 Játékvezetők: Baranowski, Lemanowicz (POL) |
| 2016. november 17. 19:30 | 5× 3×            | Jegyzőkönyv | 1× 3×               | Sala Polivalentă Dinamo, Bukarest Nézőszám: 1500 Játékvezetők: Baranowski, Lemanowicz (POL) |

| 2016. november 19. 17:00 | ABC/UMinho | 27–28       | Beşiktaş | Pavilhão Flávio Sá Leite, Braga Nézőszám: 1500 Játékvezetők: Lah, Sok (SLO) |
| 2016. november 19. 17:00 | Spinola 8  | (14–13)     | Döne 11  | Pavilhão Flávio Sá Leite, Braga Nézőszám: 1500 Játékvezetők: Lah, Sok (SLO) |
| 2016. november 19. 17:00 | 5× 2×      | Jegyzőkönyv | 4× 2×    | Pavilhão Flávio Sá Leite, Braga Nézőszám: 1500 Játékvezetők: Lah, Sok (SLO) |

| 2016. november 19. 18:30 | HBC Nantes      | 32–34       | Motor Zaporizzsja            | Parc des expositions de la Beaujoire, Nantes Nézőszám: 4250 Játékvezetők: Nikolov, Nachevski (MKD) |
| 2016. november 19. 18:30 | Claire, Derot 7 | (19–16)     | Kalaras, Artyem Kozakevics 6 | Parc des expositions de la Beaujoire, Nantes Nézőszám: 4250 Játékvezetők: Nikolov, Nachevski (MKD) |
| 2016. november 19. 18:30 | 2× 3×           | Jegyzőkönyv | 2× 3× 1×                     | Parc des expositions de la Beaujoire, Nantes Nézőszám: 4250 Játékvezetők: Nikolov, Nachevski (MKD) |

| 2016. november 26. 16:00 | Motor Zaporizzsja | 35–27       | Dinamo București | Kharkiv Sport Hall, Harkiv Nézőszám: 2700 Játékvezetők: Brunner, Salah (SUI) |
| 2016. november 26. 16:00 | Puhovszki 8       | (19–10)     | Esteki 11        | Kharkiv Sport Hall, Harkiv Nézőszám: 2700 Játékvezetők: Brunner, Salah (SUI) |
| 2016. november 26. 16:00 | 6× 3× 1×          | Jegyzőkönyv | 3× 3× 1×         | Kharkiv Sport Hall, Harkiv Nézőszám: 2700 Játékvezetők: Brunner, Salah (SUI) |

| 2016. november 27. 15:00 | Team Tvis Holstebro | 34–29       | ABC/UMinho | Gråkjær Arena, Holstebro Nézőszám: 1492 Játékvezetők: Tzaferopoulos, Bethmann (GRE) |
| 2016. november 27. 15:00 | Svavarsson 8        | (18–13)     | Spinola 7  | Gråkjær Arena, Holstebro Nézőszám: 1492 Játékvezetők: Tzaferopoulos, Bethmann (GRE) |
| 2016. november 27. 15:00 | 4× 2×               | Jegyzőkönyv | 2× 3×      | Gråkjær Arena, Holstebro Nézőszám: 1492 Játékvezetők: Tzaferopoulos, Bethmann (GRE) |

| 2016. november 27. 17:00 | Beşiktaş  | 28–33       | HBC Nantes | İzmit Arena, Isztambul Nézőszám: 1500 Játékvezetők: Andorka, Hucker (HUN) |
| 2016. november 27. 17:00 | Özbahar 8 | (14–16)     | Burić 7    | İzmit Arena, Isztambul Nézőszám: 1500 Játékvezetők: Andorka, Hucker (HUN) |
| 2016. november 27. 17:00 | 3× 2×     | Jegyzőkönyv | 1× 2×      | İzmit Arena, Isztambul Nézőszám: 1500 Játékvezetők: Andorka, Hucker (HUN) |

| 2016. december 1. 19:30 | Dinamo București | 35–29       | ABC/UMinho      | Sala Polivalentă Dinamo, Bukarest Nézőszám: 1500 Játékvezetők: Baumgart, Wild (GER) |
| 2016. december 1. 19:30 | Esteki 14        | (20–15)     | három játékos 7 | Sala Polivalentă Dinamo, Bukarest Nézőszám: 1500 Játékvezetők: Baumgart, Wild (GER) |
| 2016. december 1. 19:30 | 5× 3×            | Jegyzőkönyv | 4× 3×           | Sala Polivalentă Dinamo, Bukarest Nézőszám: 1500 Játékvezetők: Baumgart, Wild (GER) |

| 2016. december 3. 18:30 | HBC Nantes          | 31–26       | Team Tvis Holstebro | Parc des expositions de la Beaujoire, Nantes Nézőszám: 3800 Játékvezetők: Lah, Sok (SLO) |
| 2016. december 3. 18:30 | Balaguer, Tournat 5 | (15–16)     | Svavarsson 7        | Parc des expositions de la Beaujoire, Nantes Nézőszám: 3800 Játékvezetők: Lah, Sok (SLO) |
| 2016. december 3. 18:30 | 6× 3× 1×            | Jegyzőkönyv | 7× 1×               | Parc des expositions de la Beaujoire, Nantes Nézőszám: 3800 Játékvezetők: Lah, Sok (SLO) |

| 2016. december 4. 17:00 | Motor Zaporizzsja | 34–28       | Beşiktaş   | Kharkiv Sport Hall, Harkiv Nézőszám: 2900 Játékvezetők: Baranowski, Lemanowicz (POL) |
| 2016. december 4. 17:00 | Kalaras 9         | (20–13)     | Vražalić 8 | Kharkiv Sport Hall, Harkiv Nézőszám: 2900 Játékvezetők: Baranowski, Lemanowicz (POL) |
| 2016. december 4. 17:00 | 10× 3× 2×         | Jegyzőkönyv | 11× 3× 1×  | Kharkiv Sport Hall, Harkiv Nézőszám: 2900 Játékvezetők: Baranowski, Lemanowicz (POL) |

| 2017. február 11. 15:30 | ABC/UMinho  | 29–34       | HBC Nantes | Pavilhão Flávio Sá Leite, Braga Nézőszám: 1500 Játékvezetők: Konjičanin, Konjičanin (BIH) |
| 2017. február 11. 15:30 | Pesqueira 5 | (13–18)     | Klein 8    | Pavilhão Flávio Sá Leite, Braga Nézőszám: 1500 Játékvezetők: Konjičanin, Konjičanin (BIH) |
| 2017. február 11. 15:30 | 3× 3×       | Jegyzőkönyv | 1× 3×      | Pavilhão Flávio Sá Leite, Braga Nézőszám: 1500 Játékvezetők: Konjičanin, Konjičanin (BIH) |

| 2017. február 11. 16:00 | Beşiktaş  | 29–27       | Dinamo București | İzmit Arena, Isztambul Nézőszám: 1250 Játékvezetők: Sager, Styger (SUI) |
| 2017. február 11. 16:00 | Özbahar 6 | (14–12)     | Vranković 7      | İzmit Arena, Isztambul Nézőszám: 1250 Játékvezetők: Sager, Styger (SUI) |
| 2017. február 11. 16:00 | 4× 3×     | Jegyzőkönyv | 3× 3×            | İzmit Arena, Isztambul Nézőszám: 1250 Játékvezetők: Sager, Styger (SUI) |

| 2017. február 12. 15:00 | Team Tvis Holstebro | 28–30       | Motor Zaporizzsja | Gråkjær Arena, Holstebro Nézőszám: 2184 Játékvezetők: Dobrovits, Tájok (HUN) |
| 2017. február 12. 15:00 | Bramming 7          | (17–15)     | Kozakevics 7      | Gråkjær Arena, Holstebro Nézőszám: 2184 Játékvezetők: Dobrovits, Tájok (HUN) |
| 2017. február 12. 15:00 | 7× 3×               | Jegyzőkönyv | 5× 3×             | Gråkjær Arena, Holstebro Nézőszám: 2184 Játékvezetők: Dobrovits, Tájok (HUN) |

## Rájátszás
A C és D csoport első két helyezettje egy-egy oda-vissza vágós rájátszásban harcolhatja ki a legjobb 12 közé jutást.
| 1. csapat         | Össz. | 2. csapat   | 1. mérk. | 2. mérk. |
| ----------------- | ----- | ----------- | -------- | -------- |
| Motor Zaporizzsja | 63–65 | Montpellier | 34–36    | 29–29    |
| Logroño           | 56–68 | HBC Nantes  | 25–31    | 31–37    |

| 2017. március 4. 18:00 | Motor Zaporizzsja | 34–36       | Montpellier      | Kharkiv Sport Hall, Harkiv Nézőszám: 3100 Játékvezetők: Dinu, Din (ROU) |
| 2017. március 4. 18:00 | Szoroka 10        | (15–18)     | Truchanovičius 8 | Kharkiv Sport Hall, Harkiv Nézőszám: 3100 Játékvezetők: Dinu, Din (ROU) |
| 2017. március 4. 18:00 | 6× 3×             | Jegyzőkönyv | 6× 3×            | Kharkiv Sport Hall, Harkiv Nézőszám: 3100 Játékvezetők: Dinu, Din (ROU) |

| 2017. március 11. 17:00 | Montpellier | 29–29       | Motor Zaporizzsja | Park&Suites Arena, Montpellier Nézőszám: 2800 Játékvezetők: Pandžić, Mosorinski (SRB) |
| 2017. március 11. 17:00 | Dolenec 8   | (14–13)     | Kozakevics 8      | Park&Suites Arena, Montpellier Nézőszám: 2800 Játékvezetők: Pandžić, Mosorinski (SRB) |
| 2017. március 11. 17:00 | 3× 3×       | Jegyzőkönyv | 7× 3×             | Park&Suites Arena, Montpellier Nézőszám: 2800 Játékvezetők: Pandžić, Mosorinski (SRB) |

| 2017. március 5. 20:00 | Logroño   | 25–31       | HBC Nantes | Palacio de los Deportes de La Rioja, Logroño Nézőszám: 2200 Játékvezetők: Madsen, Mortensen (DEN) |
| 2017. március 5. 20:00 | Langaro 7 | (13–13)     | Gurbindo 9 | Palacio de los Deportes de La Rioja, Logroño Nézőszám: 2200 Játékvezetők: Madsen, Mortensen (DEN) |
| 2017. március 5. 20:00 | 1× 3×     | Jegyzőkönyv | 5× 3×      | Palacio de los Deportes de La Rioja, Logroño Nézőszám: 2200 Játékvezetők: Madsen, Mortensen (DEN) |

| 2017. március 11. 20:00 | HBC Nantes | 37–31       | Logroño     | Parc des expositions de la Beaujoire, Nantes Nézőszám: 4438 Játékvezetők: Mažeika, Gatelis (LTU) |
| 2017. március 11. 20:00 | Derot 8    | (21–15)     | Fenrández 6 | Parc des expositions de la Beaujoire, Nantes Nézőszám: 4438 Játékvezetők: Mažeika, Gatelis (LTU) |
| 2017. március 11. 20:00 | 1× 3×      | Jegyzőkönyv | 2× 3×       | Parc des expositions de la Beaujoire, Nantes Nézőszám: 4438 Játékvezetők: Mažeika, Gatelis (LTU) |